# Venezianische Kolonien

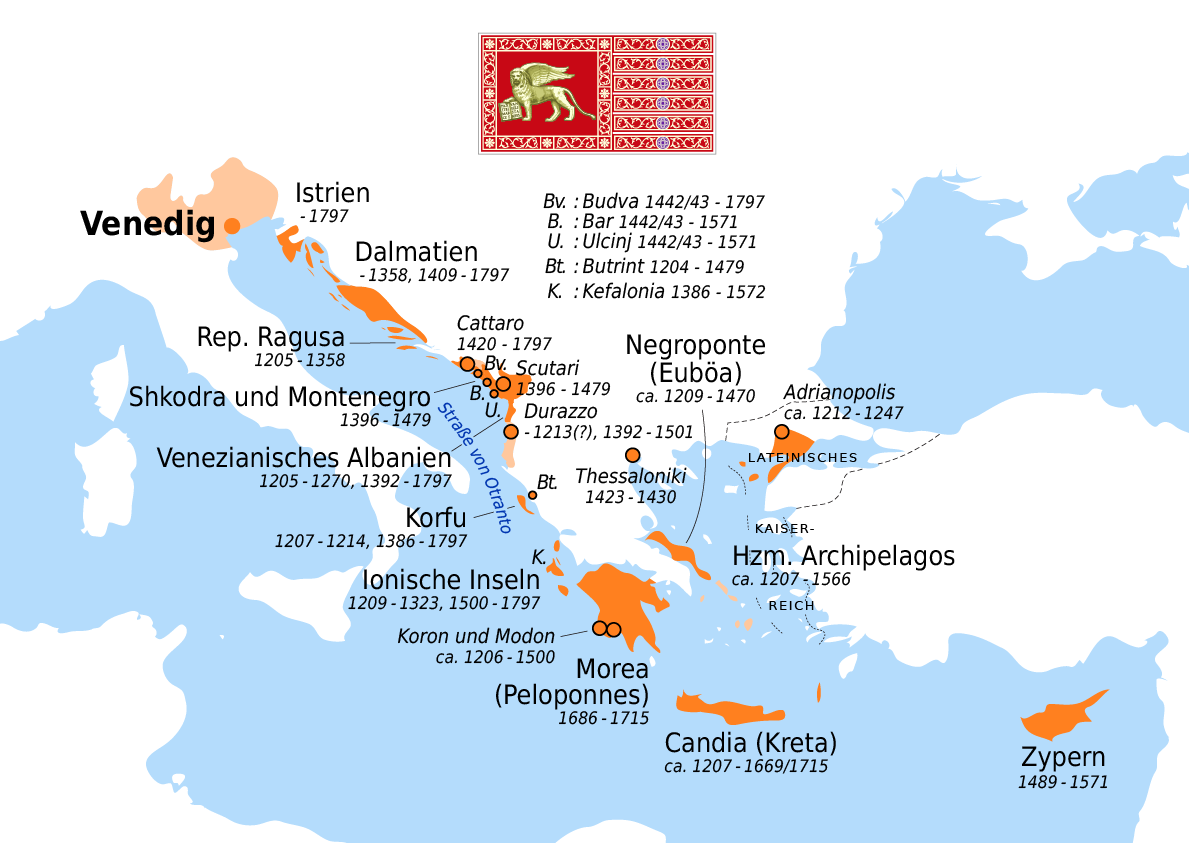
Venezianische Kolonien und Stützpunkte

Als venezianische Kolonien (in der Eigenbezeichnung Stato da Mar, der Staat des Meeres) werden im engeren Sinne die von der Republik Venedig beherrschten Gebiete in der Adria und im östlichen Mittelmeer bezeichnet, besonders in der Romania, dem als Einheit gedachten Gebiet des Byzantinischen Reichs – auch noch zu einer Zeit, als diese Gebiete längst nicht mehr zu Byzanz gehörten. Die venezianischen Gebiete in Italien galten hingegen als Teil der Republik oder als kurzzeitig besetzte Gebiete.
Im weiteren Sinne als venezianische Kolonien werden gelegentlich auch die Ansiedlungen der venezianischen Händler (etwa in Bari, Tunis, Alexandria, Brügge oder Antwerpen) tituliert; die sollen jedoch nicht Teil der Darstellung sein, da sie nicht oder nur sehr kurzfristig venezianischer Herrschaft unterstanden.
Das venezianische Kolonialreich – die venezianischen Kolonien im engeren Sinne – entstand in erster Linie auf Grund der politischen und kulturellen, besonders aber der Handelsbeziehungen zum Byzantinischen Reich.
Venedig profitierte zudem durch die Kreuzzüge in mehrfacher Hinsicht. Zum einen intensivierten sich die Handelskontakte mit dem östlichen und südlichen Mittelmeer, zum anderen fuhren zahlreiche Pilger per Schiff von Venedig ins Heilige Land. Doch erst mit dem vierten Kreuzzug gelang die Eroberung Konstantinopels. Der Serenissima, wie die Republik Venedig genannt wurde, wurden dabei drei Achtel des Byzantinischen Kaiserreiches zugesprochen. Dennoch besetzte Venedig fast ausschließlich Stützpunkte entlang der griechischen Küsten und zahlreiche Inseln. Insgesamt dominierte Venedig die adriatischen Kolonien eher durch verbündete oder eingesetzte Adlige und Amtsträger, während die ägäischen Kolonien feudalisiert und kolonisiert wurden, indem Tausende von Venezianern mit Lehen ausgestattet wurden. Schwerpunkt war dabei Kreta.
Darüber hinaus bildete Venedig Handelsmonopole aus und dominierte so vom Hochmittelalter bis weit in das 16. Jahrhundert den östlichen Mittelmeerraum. Bei der Versorgung mit Salz und Getreide war Italien weitgehend von seinen Einfuhren abhängig. Zwar konnte Venedig andere Handelsmetropolen verdrängen, doch mit dem Konkurrenten Genua kam es zu Konflikten, die in vier Kriegen eskalierten. Zugleich schwächte Venedig entscheidend das Byzantinische Reich. Mit der Expansion des Osmanischen Reiches verlor Venedig im 16. und 17. Jahrhundert seine wichtigsten Kolonien und verlagerte seinen Schwerpunkt nach Oberitalien, vor allem auf das Veneto.

## Politische Steuerung und Administration
Von Venedig ging nicht nur der Impuls zur Eroberung oder zum Kauf der Kolonien aus, sondern auch der zur Kolonisierung und zur Administration. Dabei bestimmte ein kleiner Kreis von Familien, der sich zunehmend stabilisierte, mittels zahlreicher Gremien über die Kolonialpolitik. Zahlreiche Adlige, die im Großen Rat gewählt wurden, der die Gesamtheit des Adels repräsentierte, übernahmen in den Kolonien militärische und zivile Aufgaben. Dort entstanden Subsysteme, die in kleinerem Maßstab das venezianische System abbildeten.

### Machtverschiebungen in Venedig, Gremien und Ämter
Die Entfaltung des venezianischen Kolonialreichs hängt aufs engste mit der Verfassungsentwicklung zusammen. Bis zum 12. Jahrhundert gelang es dem venezianischen Adel, die Vormachtstellung des Dogen, der bis dahin auch für die Kolonialpolitik zuständig war, und die Tendenz zur Dynastiebildung zu brechen. So wurde das wichtigste aller politischen Gremien im 13. Jahrhundert der Kleine Rat. Der Große Rat, die Versammlung des gesamten männlichen und volljährigen Adels, wurde nur gefragt, wenn grundsätzliche Fragen entschieden werden mussten, oder wenn Doge und Kleiner Rat nicht zu einer Einigung kamen. Später kam die Wahl der politischen Beamten hinzu, die auf Zeit bestimmt wurden. Unter ihnen waren die zahlreichen Männer, die die Kolonialverwaltung und die Kriegsflotten führten.
Im Kleinen Rat stammten zwei Drittel der Mitglieder aus den zwei Dutzend vornehmsten der 110 bis 120 Familien des Adels. Sie waren zugleich die einzigen, die Fernhandel betreiben durften, und so sind Handel und Kolonialpolitik aufs engste miteinander verbunden. Zugleich bot man im 13. Jahrhundert, als der Adel zunehmend den Aufstieg in seinen Stand erschwerte, Tausenden Ehrgeizigen aus den nichtadligen Schichten die Möglichkeit, als Kolonisten Grundherrschaften zu erwerben. Dies geschah vor allem auf Kreta.
Als erstes Gremium, das sich neben dem Großen und dem Kleinen Rat sowie dem Dogen als Steuerungszentrum der Kolonialpolitik, wie insgesamt der venezianischen Politik durchsetzen konnte, gilt die Quarantia, eine, wie der Name bereits sagt, Versammlung von vierzig Männern. In dieser Zeit besaß sie unter dem Vorsitz des Dogen und des Kleinen Rats umfangreiche Befugnisse, sank aber bald zum Appellationsgerichtshof ab. Dies hing damit zusammen, dass nun der Senat aufstieg, der, lange unter dem Namen Rogadia bekannt, zunächst für Schifffahrtsfragen zuständig war, dann aber nach und nach alle damit zusammenhängenden Fragen an sich zog.
Bald gelang es dem Senat, alle wichtigen Gremien zu absorbieren. Doge und Räte saßen seinen Sitzungen vor, die Quarantia und alle wichtigen Magistrate waren während der Beratungen anwesend – ab 1321 auch der Rat der Zehn, eine Art oberste Polizeigewalt und Geheimdienst. Schließlich wurde eine ergänzende Kommission gebildet (Zonta), die bis 1450 auf sechzig Mitglieder anwuchs, sodass der Senat insgesamt rund zweihundert Mitglieder hatte.
Eine überaus wichtige Rolle spielten die „Weisen“ oder „Wissenden“ (Savi oder Sapientes). Sie wurden seit den 1370er Jahren zur festen Institution. Zu ihnen zählten die sechs Sapientes consilii, eine Dauerdelegation des Senats bei der Signoria (Doge, Kleiner Rat, Rat der Vierzig, dazu wichtige Magistrate), die mit Fragen der allgemeinen Politik befasst war, die fünf Sapientes ordinum, die sich mit Schifffahrt, Handel und Kolonialfragen beschäftigten, und schließlich die fünf Sapientes terre, die 1420 zur festen Einrichtung erhoben wurden und sich mit der Politik in Oberitalien beschäftigten. Diese drei auf je sechs Monate bis ein Jahr gewählten Kollegien aus insgesamt 16 Sapientes arbeiteten aufs engste zusammen und ihre Gesamtheit hieß bald schlicht Collegio. Unter Leitung der Sapientes ordinum, hochgradigen Spezialisten, führte der Senat die Kolonialpolitik. Alle Sapientes gehörten darüber hinaus zum Pien Collegio (Gesamtkollegium), zu dem auch die Signoria zählte.
Daneben verblasste der Große Rat zu einer Wahlmaschinerie, deren Entscheidung bei den Wahlen der Kolonialmagistrate auf Vorschlägen des Senats basierte. Spätestens mit der Berechtigung, Kriege zu erklären, löste der Senat den Großen Rat als Herrschaftszentrum endgültig ab.

### Administrative Durchdringung der Kolonien
Der Große Rat wählte die obersten Magistrate, die fast ausnahmslos Adlige waren, deren Kompetenzen unscharf geregelt und deren Amtszeiten meist nur ein Jahr umfassten. Eine Ausbildung zu diesen Ämtern, deren Inhaber ständig wechselten, gab es nicht. Für das Selbstverständnis einer Familie war es aber entscheidend, ob sie berechtigt war, politische Ämter zu besetzen. Dieses Recht wurde sogar zum für alle sichtbaren Signum der Zugehörigkeit zum Adel.
Umgekehrt hatten die meisten Magistrate Sitz und Stimme im Großen Rat. Einen solchen Sitz hatte ab 1276 automatisch jeder außerhalb Venedigs residierende Baiulus, Duca, Comes, also die führenden Köpfe von Konstantinopel, Candia (Kreta) und verschiedener Kommunen in der Adria, aber auch sämtliche Castellani, Rectores und Consiliarii, Adlige, die Festungen und Städten vorstanden, aber auch deren Ratgeber. Hinzu kamen die Podestà aus Oberitalien und der den Händlern in Apulien vorstehende Konsul, ebenso wie die Vicedomini, die Venedig bei auswärtigen Potentaten vertraten.
Der Kontrolle des Seeweges ins östliche Mittelmeer diente die Errichtung zweier stark befestigter Kastelle namens Koron und Modon auf dem Südwestzipfel des Peloponnes. Negroponte mit einem Bailò an der Spitze sicherte den Seeweg nach Konstantinopel, wo sich seit der Eroberung von 1204 der vornehmste Magistrat im Kolonialreich aufhielt, der Podestà von Konstantinopel. Dieser beanspruchte eine Art Oberaufsicht über die Kolonien der Romania, dem einstigen Gebiet des Byzantinischen Reichs und machte sogar den leitenden Gremien in Venedig gelegentlich Konkurrenz. Er wurde aber, nachdem den Byzantinern 1261 die Rückeroberung ihrer Hauptstadt gelungen war, mit der Wiederzulassung durch einen Bailò ersetzt, der nun aber mit erheblich geringeren Machtmitteln ausgestattet war. Seine Führungsrolle übernahm partiell der Duca di Candia, der oberste Magistrat Kretas.
Im Gegensatz zu den leitenden Magistraten wurden die mittleren und unteren zumeist im Kleinen Rat oder von den leitenden Magistraten selbst ernannt. So entstanden eigene Subsysteme in allen Kolonien, die sich, soweit möglich und nötig, an den Systemen Venedigs orientierten und diesen zuarbeiteten. Um 1500 bildeten weit über tausend Personen einen verhältnismäßig dichten Machtapparat, der sich über das gesamte Kolonialreich erstreckte, unterstützt von Flottenstützpunkten und Garnisonen. Marin Sanudo der Jüngere zählt allein 303 Magistrate in den „alten“ Kolonien auf, dazu kam die Terraferma in Oberitalien, für die er annähernd die gleiche Zahl angab.
Auf Kreta etwa stand an der Spitze des Magistrats der Duca. Ihm zur Seite standen der Capitano, der für die Flotte und das Arsenal, die staatliche Schiffswerft nebst Hafen verantwortlich war, und zwei Räte. In den sechs Bezirken, in die die Insel aufgeteilt war, saßen jeweils zwei Rectores, denen wiederum je zwei Räte zur Seite standen, die sie aber auch überwachten. Unterhalb dieser Ebene finden wir die Kastellane. Wie in Venedig gab es eine Camera comunis für die Kontrolle der rechtlichen und wirtschaftlichen Vorgänge unter Leitung eines Officialis. Ihm unterstanden Wiegemeister, Qualitätskundige, Schreiber usw. So waren diese Gremien, je nach Größe der Kolonie, ein mehr oder minder getreues Abbild der Organisationsformen in Venedig. Das reichte auf Kreta bis zu den so genannten Domini de nocte (Herren der Nacht), die für Polizeiaufgaben zuständig waren.
Doch während auf Kreta die administrative Durchdringung am stärksten gewesen sein dürfte und in der Adria meist eine pro-venezianische Adelsgruppe das Regiment häufig unter Führung eines Venezianers führte, dominierten an anderen Stellen im Kolonialreich eher indirekte Herrschaftsmethoden. Dabei dominierten etwa venezianische Familien zahlreiche griechische Inseln. Um der Eroberung durch die Osmanen entgegenzuwirken, sah sich Venedig aber häufig veranlasst, diese Feudalherren durch eine stärker militärisch ausgerichtete, direkte Herrschaft zu ersetzen. Diese militärische Ausrichtung ist bis heute an Hunderten von Bauwerken zu erkennen.

## Die Kolonien in der Adria
Die Kolonien in der Adria fielen bereits rund zwei Jahrhunderte vor denen in der Romania an Venedig. Sie bildeten eher eine Kette von Handelsstützpunkten als ein Zielgebiet von Kolonisten. Zudem waren sie weniger von unmittelbar ökonomischem Nutzen, sondern dienten dem Fernhandel und der Sicherung des Handelsmonopols in der Adria, die gewissermaßen eine breite Frachtstraße darstellte. Zugleich hielten sie sowohl konkurrierende Mächte von der Adria fern, als auch Händler verfeindeter Mächte.
Besonders im als „Culfus noster“ (unser Golf) bezeichneten Golf von Venedig, der etwa bis zur Linie Ancona – Pula reichte, beanspruchte Venedig früh eine intensive Herrschaft. Die Zollgrenzen entfielen fast durchweg, der Transit war abgabenfrei und durfte unter keinen Umständen behindert werden, jeder Verkauf an Nichtvenezianer war streng verboten. Das wichtigste Mittel war der Stapelzwang, das heißt jeder Händler war, sobald er die Grenzen des Stapelbereichs überschritt, gezwungen, zuerst seine Waren in Venedig auf dem dortigen Marktplatz zum Verkauf anzubieten. Zur Durchsetzung dieser Bestimmungen standen rund um den Golf kleine Schiffsverbände zur Verfügung, die dem Comes von Grado unterstanden.
In Parenzo nahmen die Handelsschiffe zwischen dem 1. September und dem 31. März Lotsen an Bord, die ausschließlich aus Venezianern rekrutiert wurden. Diese „Großen Lotsen“, von denen es 1458 nur dreizehn gab, führten sie durch die Lagune.
Während sich auf Istrien und den vorgelagerten Inseln eine politisch und kulturell stark an Venedig orientierte Bevölkerungsschicht entwickelte, die auch das Hinterland prägte, beschränkte sich dieser Einfluss, je weiter nach Süden desto mehr, auf die Städte. Hier dominierte lange eine Adelsschicht, die sich gleichfalls nach Venedig orientierte, und die ihren Städten ein entsprechendes Gepräge gab. Bis zur Linie Otranto – Ragusa förderte Venedig den eigenen Handel mit einem komplizierten System von Vorschriften und behinderte den ausländischen, wenn er nicht den Interessen der Stadt diente. Davon häufig betroffen war der Handel zwischen den Küstenstädten der Adria; Venedig monopolisierte bestimmte Güter, wie etwa Salz, und ging sogar bis zur Zerstörung der konkurrierenden Salinen.

### Istrien

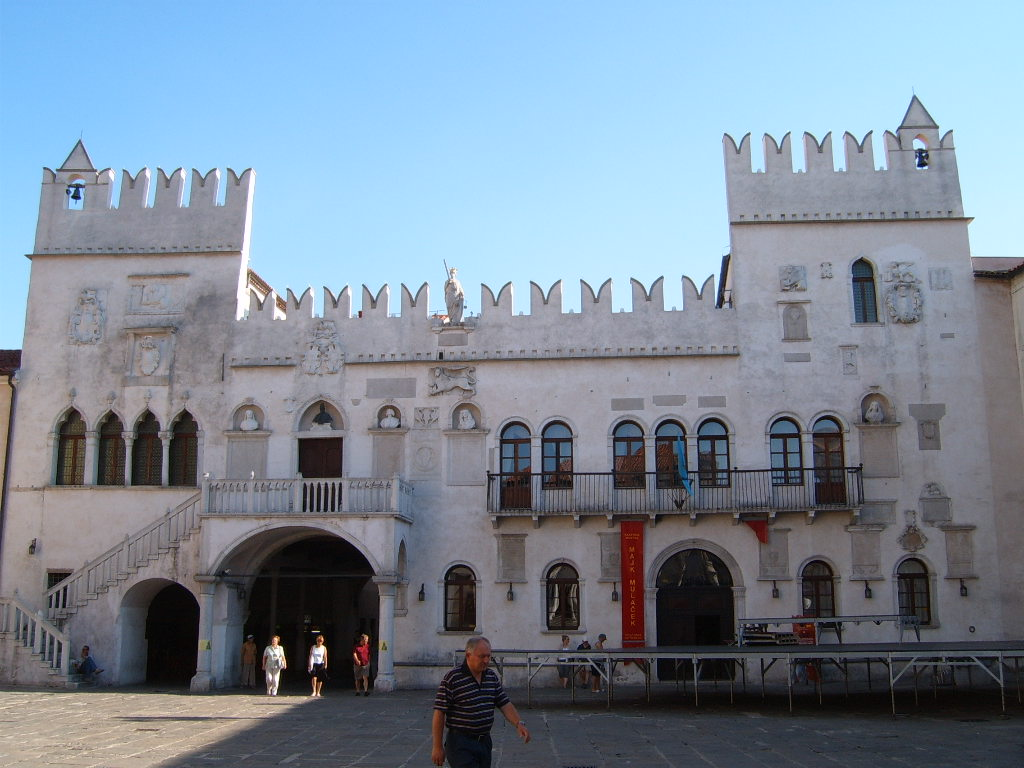
Der Prätorenpalast am Hauptplatz in Koper ist von der venezianischen Gotik geprägt (Markus Bernet, 2005).

Schon im Laufe des 9. Jahrhunderts hatten die Venezianer eine eigene Flotte aufgebaut, die die Byzantiner als Ordnungsmacht im nördlichen Teil der Adria ablöste. Zur selben Zeit standen die Städte Istriens, die nominell noch zum Byzantinischen Reich gehörten, unter dem Expansionsdruck der Franken und litten bald auch unter den Einfällen der Ungarn. In dieser Situation begannen sie seit dem 10. Jahrhundert Bündnis- und Schutzverträge mit Venedig abzuschließen.
Diese Schutzverträge, unter anderem mit Capodistria und Pola, waren der Türöffner für die spätere Herrschaft Venedigs über den Küstensaum Istriens. Bereits ab 977 genossen Venedigs Händler beispielsweise in Iustinopolis, dem späteren Capodistria, völlige Abgabenfreiheit. Im küstenfernen Inneren des Landes konnten sich dagegen das Patriarchat von Aquileia und verschiedene Lehensträger des Heiligen Römischen Reichs durchsetzen.
Obwohl manche Städte von den Venezianern im 13. Jahrhundert besetzt wurden, so z. B. Parenzo 1267, konnten sich die istrischen Städte lange Zeit einen hohen Grad an Autonomie bewahren. Die Macht in den Städten wurde an den venezianerfreundlichen Teil des örtlichen Adels übertragen – eine Gruppierung, die es praktisch in jeder istrischen Kommune gab. Das Militärwesen, einschließlich der Versorgung mit Mannschaften, Waffen, Pferden und Proviant, und der Außenhandel standen jedoch unter der Herrschaft der Lagunenstadt. Später wurden venezianische Adlige an die Spitze der kommunalen Verwaltung gestellt. Zu einer regelrechten Kolonialisierung im Sinne einer Besiedlung kam es jedoch nicht. Dennoch erhielten die istrischen und auch die weiter südlich gelegenen Küstenorte ein ausgesprochen venezianisches Gepräge, das bis heute im Kirchenbau, in den Verwaltungsgebäuden, aber auch in der Stadtstruktur erkennbar ist. Zugleich ging die Anpassung an venezianische Gebräuche und Regulierung sehr weit, wie in Piran erkennbar ist, wo sich unter dem Portikus des Rathauses ein sechseckiger Behälter befindet, der als offizielles Kornmaß diente. Das Volumen entspricht genau dem in Venedig üblichen.
Die gesamte Küste blieb bis 1797 Bestandteil des venezianischen Kolonialreichs und wurde dann bis 1918 österreichisch. Nur Triest wehrte die Venezianer mit Hilfe der Habsburger erfolgreich ab und unterstellte sich dem Heiligen Römischen Reich.

### Dalmatien
Die nördlichen Inseln und Städte Dalmatiens standen in Handelskontakten mit Venedig, zumal die Küste zahlreiche Häfen bot, die den Handel ins östliche Mittelmeer erleichterten. Dabei kam es zu Konflikten mit den Narentanern, die sich nach Auffassung der Venezianer zu sehr als Piraten betätigten. Venedig setzte sich um 1000 mit einer Flottenexpedition durch, doch war sein Spielraum gegenüber dem Byzantinischen Reich, dessen Übergewicht sich vor allem im Süden Dalmatiens festigte, sehr begrenzt.
Venedig griff erst militärisch ein, als die Normannen 1074 nach Dalmatien gerufen wurden. Sie kämpften gegen Petar Krešimir IV., König von Kroatien. Die wichtigsten Küstenstädte mussten beeiden, die Normannen nie wieder um Hilfe zu bitten. Venedig fürchtete um die Freiheit seiner Handelswege in der Adria. 1076 erklärten Split, Trogir, Zadar und Biograd, jede Verbindung mit den Normannen als Hochverrat zu betrachten.

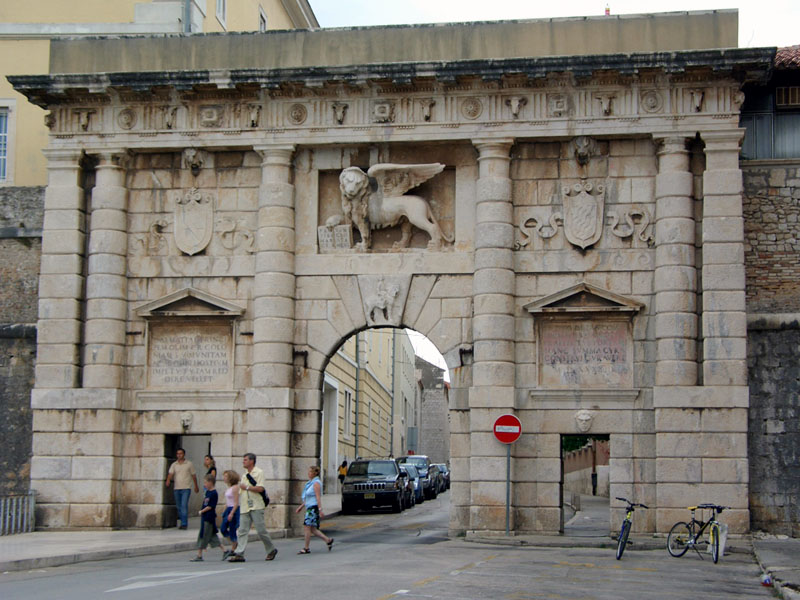
Porta Terraferma mit dem Markuslöwen in Zadar (Kroatien)

1105 gelang es dem kroatisch-ungarischen König Kolomann die Städte Zadar, Trogir und Split, bald Krk und Osor in seinen Machtbereich einzubeziehen. Venedig, das die gleichen Befürchtungen hegte wie bei den Normannen, führte mehrere Kriegszüge gegen die Städte. Ordelaffo Falier eroberte Zadar und einige andere Orte, kam aber dabei 1117 ums Leben. 1125 eroberte die Flotte des aus dem Heiligen Land zurückgekehrten Dogen Domenico Michiel große Teile Dalmatiens, aber noch vor 1138 fiel Split, vor 1151 Trogir wieder an Kroatien. Mit Byzanz, das sich 1165 Splits bemächtigte, trat eine dritte politische Kraft auf den Plan. Erst nach Jahrzehnten errang Venedig die Oberhoheit über Zadar und die Inseln des Kvarner.
Dies dokumentierte Venedig, indem es 1154 die Erhebung Zadars zum Erzbistum erfolgreich betrieb, um es 1155 dem Patriarchen von Grado zu unterstellen – der zugleich der kirchliche Oberherr Venedigs war. Doch Zadar sträubte sich gegen Eingriffe in seine Autonomie und verbündete sich erneut mit dem kroatisch-ungarischen König. Nach dem Tod Kaiser Manuels I. (1180) ging die kurzlebige Provinz Dalmatien für Byzanz endgültig verloren und der König besetzte diese Gebiete – was bis 1204 fast ununterbrochen zu Kriegshandlungen führte.
Der vierte Kreuzzug fand unter venezianischem Einfluss sein erstes Ziel in Zara. 1202, endgültig 1205, wurde die Stadt unterworfen. Comes und Bischof wurden nun von Venedig bestimmt, bzw. genehmigt. Als sich Zara 1242 erneut erhob, siedelte Venedig erstmals Venezianer in der Stadt an, baute eine Festung vor die Stadt und kürzte die Mittel des örtlichen Großen Rates, der Hauptversammlung der Stadtadligen. Ihnen verbot Venedig die Ehe mit Kroaten, womit es eine ähnliche Trennungspolitik verfolgte wie in den Kolonien der Ägäis gegenüber den Griechen.

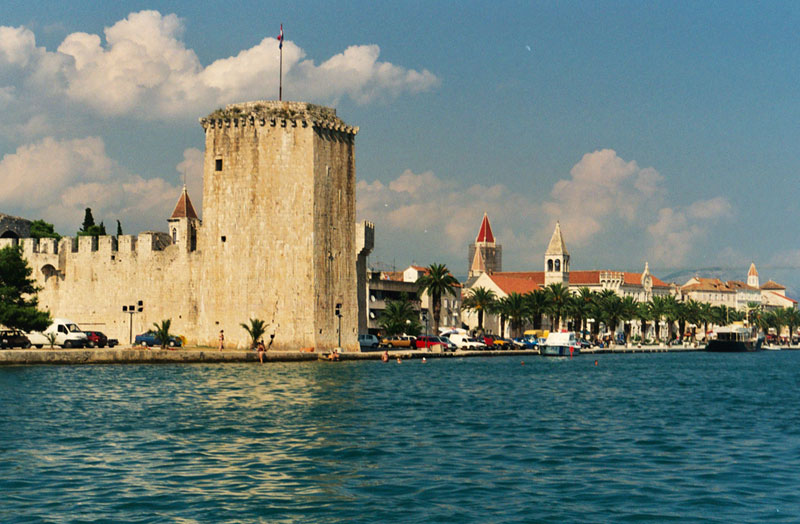
Kamerlengo-Festung in Trogir, 15. Jahrhundert. Sie war Sitz des venezianischen Camerarius bzw. Camerlengo

Die lokalen Herrenfamilien weiter im Süden Dalmatiens verfolgten ebenfalls das Ziel städtischer Autonomie und wechselten dementsprechend ihre Bündnisse. 1321 unterstellten sich Šibenik und Trogir Venedig, 1327 folgten Split und Nin. Außer Kotor und dem Gebiet der Narentaner beherrschte damit Venedig den weitaus größten Teil Dalmatiens, eroberte zudem Korčula, Hvar und Brač.
Doch dieser Herrschaft machte ein Bündnis unter der Führung der Anjou unter Ludwig I. ein Ende. Die Anjou beherrschten Ungarn, Kroatien und Süditalien gleichermaßen. Nach dem Venezianischen Krieg 1356–1358 musste Venedig gemäß dem Frieden von Zadar (18. Februar 1358) das gesamte Gebiet zwischen Kvarner und Durazzo an die Anjou abtreten und der Doge musste auf seinen Titel Dux Dalmatiae et Croatiae verzichten. Letztlich kulminierte dieser Dauerkrieg im Chioggia-Krieg, in dem die verbündeten Anjou und Genua beinahe Venedig eroberten. Doch 1381 unterlagen sie und mussten Frieden schließen (Friede von Turin).
1409 verkaufte Ladislaus von Anjou nach langen Verhandlungen seine Rechte auf Dalmatien und die ihm unterstehenden Städte Zadar, Vrana, Novigrad und die Insel Pag für 100.000 Dukaten an Venedig. Bis 1423 unterwarfen sich die meisten Städte Dalmatiens, so dass eine durchgängige Verbindung zu den venezianischen Gebieten in Albanien entstand. 1480 kam noch Krk hinzu. In Städten wie Zadar beherrschte ein Podestà die Politik, der bis 1797 durchgängig dem venezianischen Adel entstammte. Dort war Italienisch die bei weitem vorherrschende Sprache.
Doch durch die Expansion des Osmanischen Reiches verlor Venedig erneut große Teile Dalmatiens. Nur einige Küstenstädte blieben formal unter seiner Herrschaft. Erst im Frieden von Karlowitz 1699 bekam Venedig ganz Dalmatien zugesprochen, mit Ausnahme von Dubrovnik, das unter osmanischer Oberhoheit blieb. Ragusa, wie es die Venezianer nannten, wurde zu einer scharfen Handelskonkurrentin im Handel mit den Osmanen. Trotz des Friedensvertrags von 1699 kam es immer wieder zu kleinen Konflikten mit dem Osmanischen Reich, Österreich und Ungarn. 1797 kam Dalmatien an Österreich.

### Albanien

Venezianisches Albanien an der montenegrinischen Küste

Wenn von den venezianischen Kolonien in Albanien die Rede ist, sind zwei Regionen zu unterscheiden, die zu unterschiedlichen Zeiten im Besitz der Republik waren. Vom Vierten Kreuzzug (1202–1204) bis gegen Ende des 14. Jahrhunderts konnte Venedig verschiedene Häfen an der albanischen Küste zwischen Valona im Süden und Alessio im Norden erwerben, z. B. Durazzo 1205–1215 und 1392–1501. Diese gingen jedoch bis 1501 ausnahmslos an die Osmanen verloren.
Seit Ende des 14. Jahrhunderts brachten die Venezianer dagegen eine Reihe von Städten an der Bucht von Kotor und in der näheren Umgebung unter ihre Herrschaft, und sie behielten diese größtenteils bis zum Ende der Republik. Dieses im heutigen Montenegro gelegene Gebiet wurde seit dem 15. Jahrhundert Albania Veneta genannt.

#### Die Rolle der frühen albanischen Stützpunkte
Wie die dalmatinischen Häfen waren auch die Orte an der albanischen Küste Stationen des im 10. Jahrhundert an Bedeutung zunehmenden Orienthandels. Die Straße von Otranto, an der die albanische und die italienische Küste nur rund 70 km auseinander liegen, bildete die Engstelle für den gesamten Schiffsverkehr zwischen Ägäis und Levante sowie der Adria. Von größerer strategischer Bedeutung war dabei die albanische Seite, denn aufgrund der Wind- und Strömungsverhältnisse verlief an dieser Küste die am besten befahrbare Route. Solange beide Ufer des Meeres in byzantinischer Hand waren und die Flotte die südliche Adria kontrollierte, mussten sich die mit Byzanz verbündeten Venezianer wenig Sorgen um die sichere Passage machen. Dies änderte sich um die Mitte des 11. Jahrhunderts mit dem Niedergang der byzantinischen Seemacht und der Eroberung Süditaliens durch die Normannen. Zwischen 1081 und 1107 konnte Kaiser Alexios I. die Expansionsversuche der Normannen auf den Balkan nur mit Hilfe venezianischer Flotten zurückschlagen. Die Seemacht der Republik war seitdem ein entscheidender Faktor in der Region. Im Zuge des Bündnisses mit Alexios I. wurde die Stadt Durazzo, der Ausgangspunkt der alten Via Egnatia nach Konstantinopel, für den venezianischen Handel freigegeben.
Während Kaiser Manuel I. (1143–1180) und einige seiner Nachfolger versuchten, den wirtschaftlichen Einfluss der Venezianer im Byzantinischen Reich zurückzudrängen, verbündete sich Isaak II. gegen seine Feinde im Inneren wieder mit der Republik. Unter anderem schenkte er den Venezianern 1192 ein eigenes Quartier in Durazzo, die so den ersten permanenten Stützpunkt an der albanischen Küste gewannen.
Nicht zuletzt weil an der Wende vom 12. zum 13. Jahrhundert die unsichere innenpolitische Situation in Byzanz den Handel der Republik bedrohte, nutzte der Doge Enrico Dandolo den Vierten Kreuzzug, durch den das Byzantinische Reich zerschlagen wurde, um für Venedig zahlreiche Stützpunkte und Inseln zu gewinnen.
1205 gründete der lateinische Patriarch von Konstantinopel, Tommaso Morosini, auf dem Weg zu seinem Bischofssitz Konstantinopel den Dukat Durazzo. Der Handel Venedigs wurde intensiviert, die dortigen Italiener erhielten Abgabenfreiheit und Venedig 1210 das Recht auf freie Getreideausfuhr. Dieses Recht wurde 1213/14 aufgehoben, als der Despot von Epirus die Stadt eroberte. Erst 1217 gab es hier wieder Handelsbeziehungen. Ende 1228 wurde Venedig erneut die Freiheit des Handels garantiert. 1230–1242 befand sich Durazzo jedoch in bulgarischer Hand, womit Venedig vermutlich vom Export ausgeschlossen war, fiel dann nochmals kurzfristig in venezianische Hände. 1246 errang Epirus abermals die Hoheit über die Stadt. Nach dem Intermezzo der Eroberung durch die Truppen König Manfreds fiel Durazzo erneut an Byzanz.
Byzanz sperrte die Ausfuhr, als sich Venedig mit Karl von Anjou zur Rückeroberung Konstantinopels verbündete, das seit 1261 wieder Hauptstadt des Byzantinischen Reiches war. Damit geriet Albanien abermals in den Fokus westlicher Eroberungspläne. Albanien fiel 1270 an Karl von Anjou, der im von ihm geschaffenen Regnum Albanie durch seinen Fiskalismus sowohl Ragusaner als auch Venezianer vertrieb. Diese Herrschaft der Anjou hatte dennoch bis weit ins 14. Jahrhundert Bestand.
Der Tod Karls und seines byzantinischen Gegners, Kaiser Michaels, öffnete 1282 den Weg zu einer Wiederaufnahme der Handelsbeziehungen. 1290 fiel Durazzo erneut an Byzanz. Offenbar kehrten damit die Venezianer zurück, denn wenig später kam es im Verlauf der Eroberung durch die Serben zu Schädigungen der ortsansässigen Händler.

#### Dominanz der regionalen Adelsfamilien und der Anjou
Der Despotat Epirus löste sich ab 1318 rapide auf und fiel zunächst in die Hände einer venezianischen Familie (1323–1335), der bereits seit längerem die vorgelagerte Insel Kephalenia unterstand, dann für wenige Jahre in die der Byzantiner, denen schon vor der Mitte des Jahrhunderts wiederum die Serben folgten. Aber auch deren Herrschaft war nur von kurzer Dauer – Aufstände und vor allem die Kämpfe der Adelsfamilien untereinander sowie das Vordringen der Osmanen dürften in der Folgezeit dem Handel schwer zugesetzt haben.
Während der zweiten Hälfte des 14. Jahrhunderts stritten albanische Klans und die Anjou um die Vorherrschaft. Karl Thopia, ein illegitimer Nachkomme König Roberts von Anjou, vertrieb die Anjou ab 1358 aus Albanien und eroberte schließlich 1367 mit stillschweigendem Einverständnis Venedigs auch Durazzo. 1386 schloss man ein regelrechtes Bündnis.

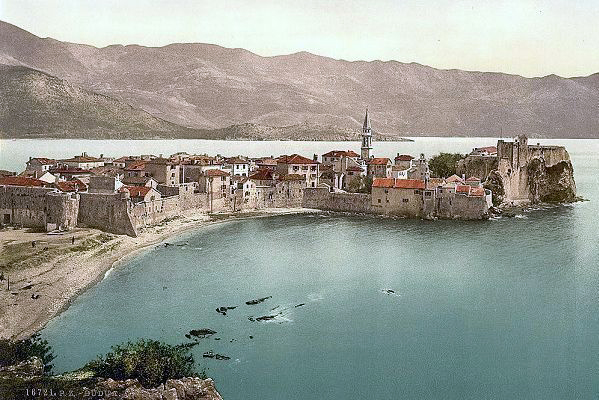
Die venezianische Stadtmauer von Budva, Postkarte, 19. Jahrhundert

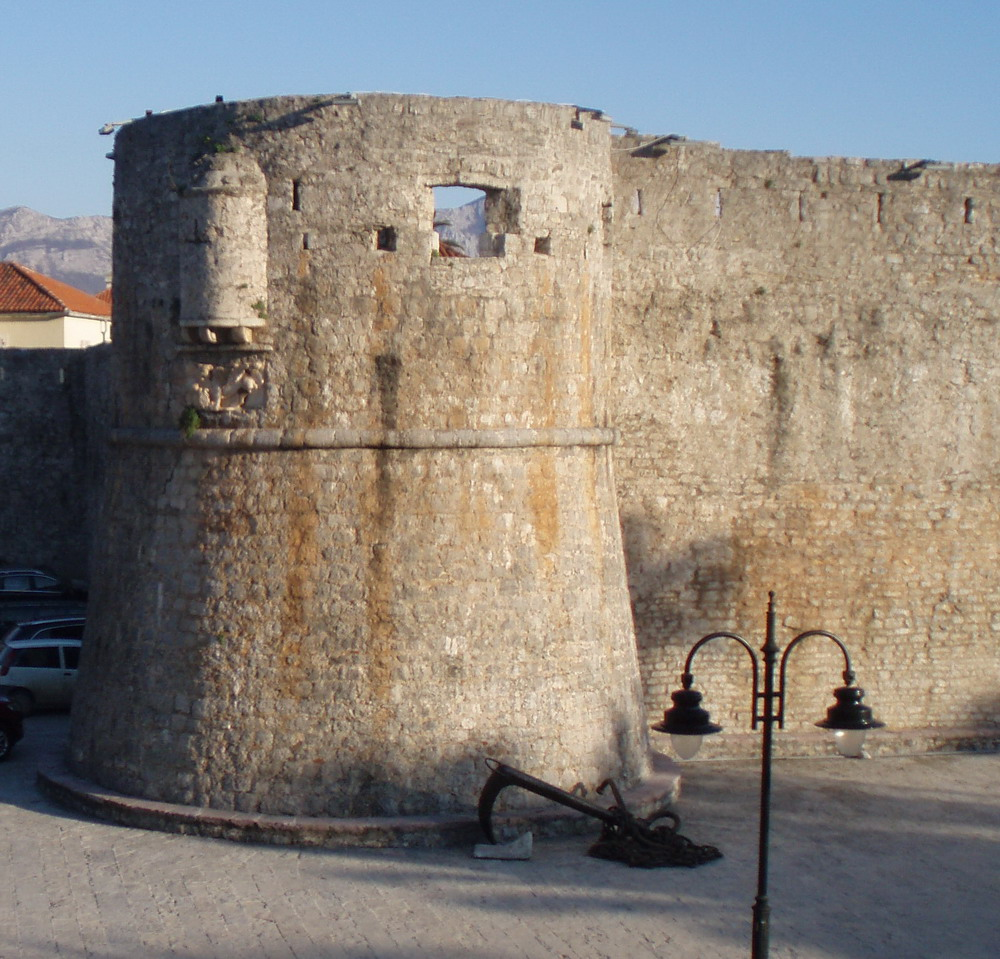
Turm der venezianischen Stadtmauer von Budva

#### Dauerhafte Eroberungen
Nach 1400 griff Venedig wieder intensiver südwärts aus, nachdem es Dalmatien an Ungarn hatte abtreten müssen. 1392 und 1396 fielen Durazzo und Scutari, dann Alessio und Drivasto (Drisht). In den nächsten Jahrzehnten folgten weitere Städte wie Budua und Antivari. Neben Holz wurde das örtliche Getreide zur Grundlage des Reichtums von Ishmi und Suffada, den Handelszentren des Nordens.
Durazzo hingegen verarmte. Bereits 1401 galt die einstmals florierende jüdische Kolonie, die einen speziellen Tribut, bestehend aus 16 Ellen Samt, seit jeher zahlte (quod semper fuit consuetum), als völlig verarmt, bis 1430 war Durazzos Bevölkerung stark zurückgegangen. Bezeichnenderweise wurde die Stadt nicht in die entstehende Kolonie Venezianisch Albanien einbezogen und fiel 1503 an die Osmanen.
1432 bis 1436 und erneut ab 1443 unter Skanderbeg erhoben sich die Albaner gegen die osmanische Herrschaft. Aber Skanderbeg bedrohte zugleich die venezianischen Besitzungen, so dass es 1447 bis 1448 zu einem venezianisch-albanischen Krieg kam. Venedig scheute sich nicht, sich mit den Osmanen gegen Skanderbeg zu verbünden. Die Handelsinteressen, vor allem der Import von Holz und Getreide, die Unterdrückung eines eigenständigen Salzhandels, die Bevorzugung eines einheitlichen Handelsraums mit Zugriffsmöglichkeiten bis Thessaloniki, hatten Vorrang.
Nach dem zweiten Türkenkrieg (1463–79) verblieb Venedig nur der Besitz einiger Städte südlich von Ragusa. Die Städte Kotor, Téodo, Budua, Antivari und Dulcigno bildeten den Kern der Provinz Albania veneta. Vor allem die Bucht von Kotor war ein wichtiger Anlaufpunkt für die Flotte und eine geschützte Etappe des Fernhandels. Außerdem blühte ein reger Schiffbau.
Im Türkenkrieg von 1570 bis 1573 verlor Venedig vor allem Zypern, musste aber auch Antivari und Dulcigno abtreten.
1699 gelang Venedig die Eroberung von Castelnuovo, womit die Bucht von Kotor vollständig in seiner Hand war. 1718 wurde die Grenze zum Osmanenreich anerkannt. Sie hatte bis zum Ende der Republik Venedig Bestand.

### Korfu und die Ionischen Inseln

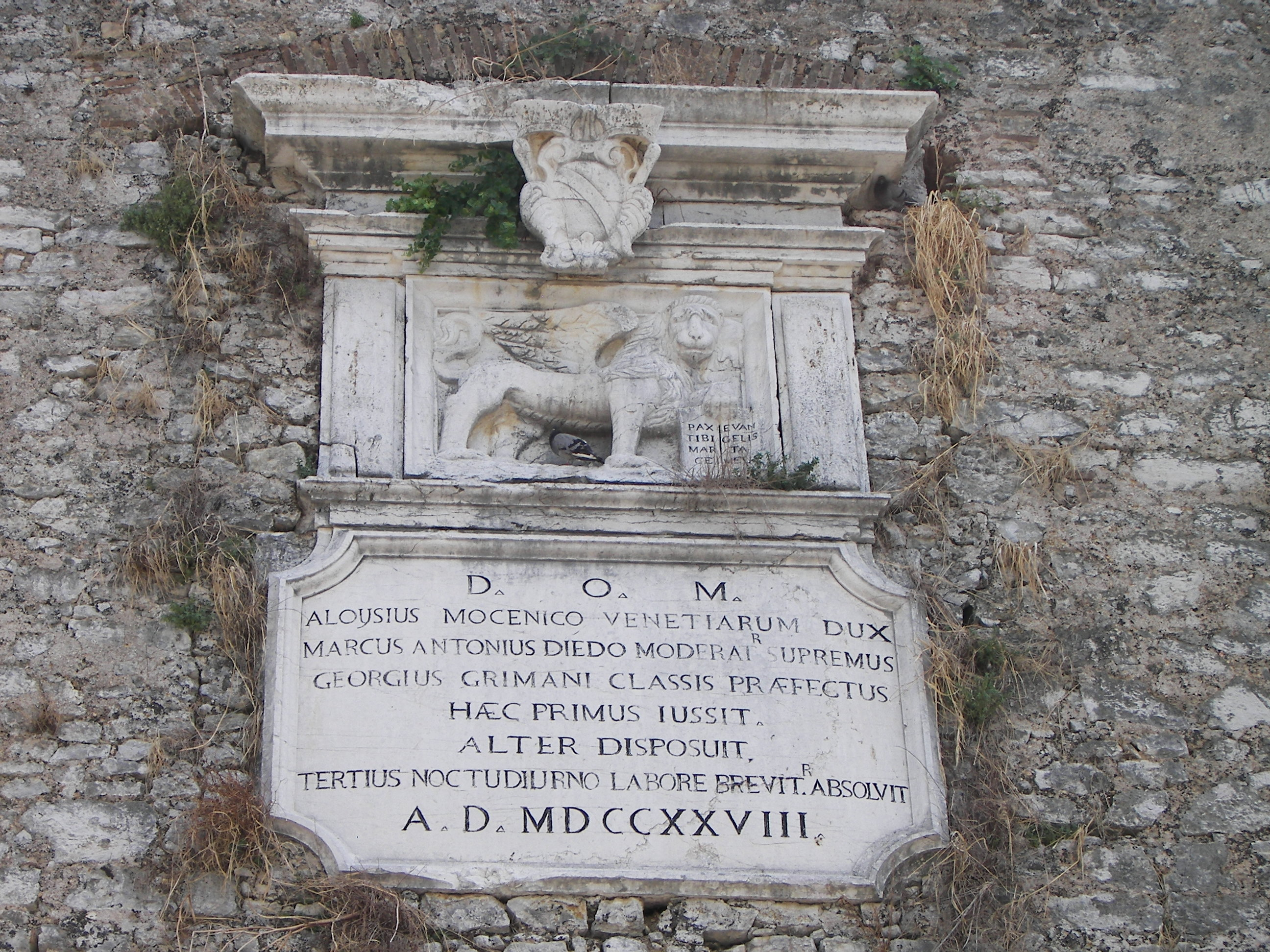
Markuslöwe in Korfu, 1728

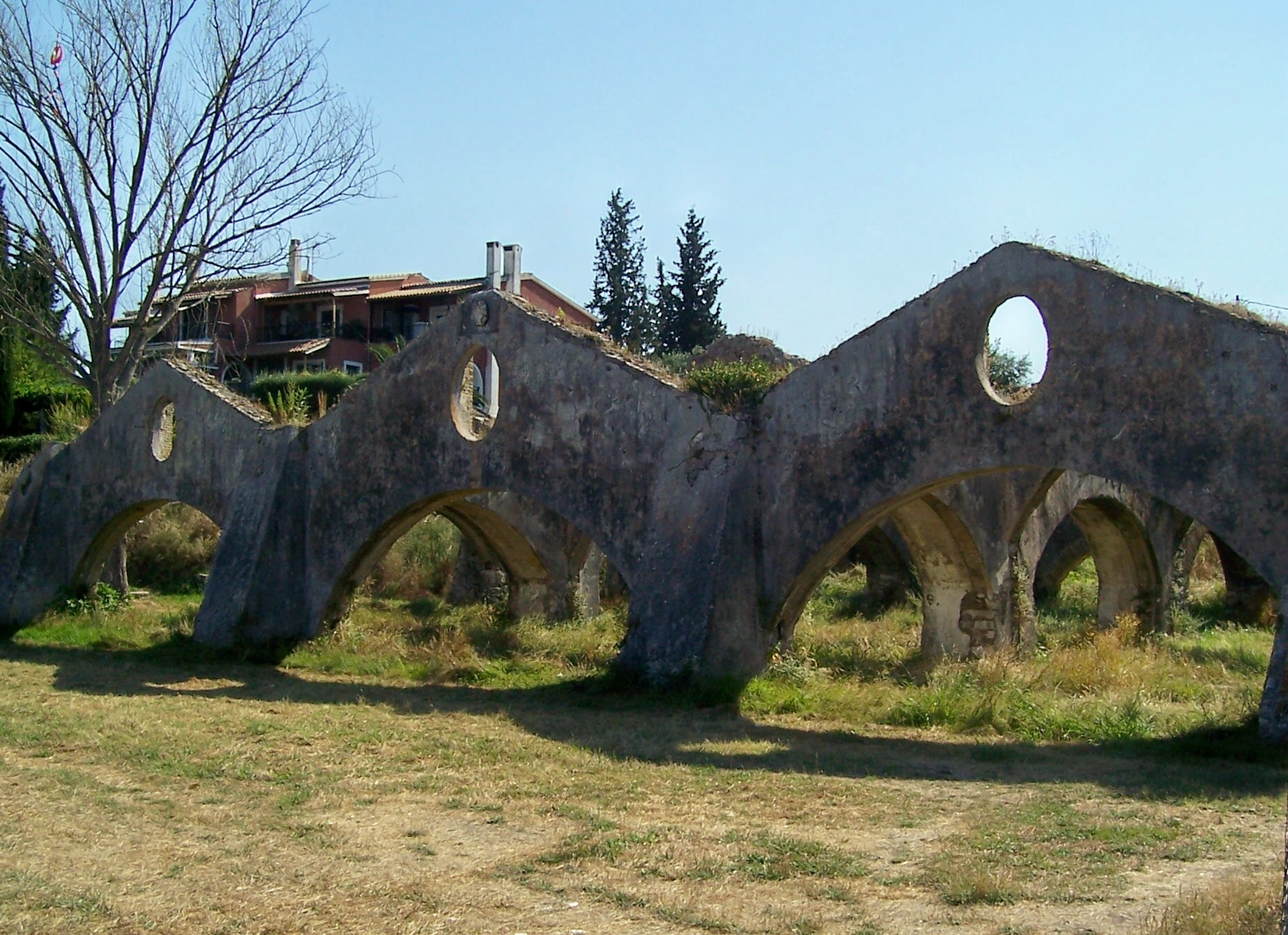
Ruinen der venezianischen Werft in Gouvia, Korfu, 18. Jahrhundert

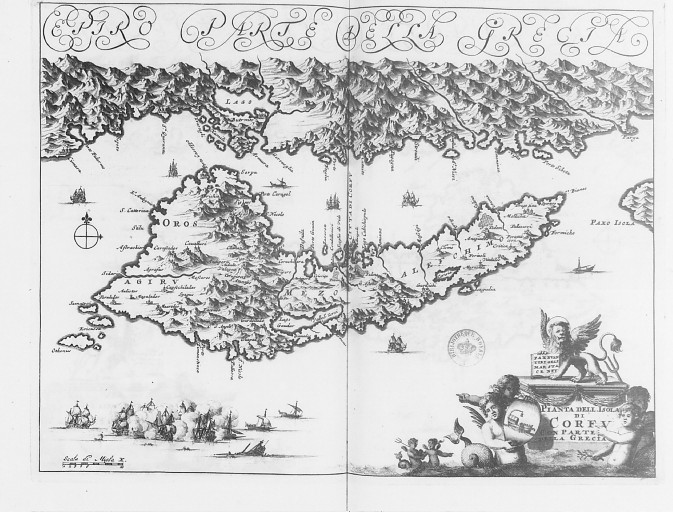
Karte von Korfu, 1688

Korfu gehörte zu den drei Achteln des Byzantinischen Reichs, die Venedig von den Teilnehmern des vierten Kreuzzugs zugesprochen worden waren. Zwar gelang 1207 die Besetzung der Insel nach der Vertreibung des Genuesen Leone Vetrano, aber schon 1214 fiel sie an den Despotat Epirus. Seit 1339 saßen hier Angevinen, 1318–40 beherrschte die Familie der Orsini die Insel, die 1323 bis 1335 den Despotat Epirus kontrolliert hatte. 1330 wurde Guglielmo Tocco zum Gouverneur von Korfu.
Erst 1386 konnte Venedig die Insel käuflich erwerben und besaß sie dann bis zum Ende der Republik im Jahr 1797. Sie wurde in vier Balleien unterteilt. Neben der Hauptstadt waren Angelokastro an der Nordwestspitze und Gardiki an der Südwestküste der Insel die wichtigsten Festungen. Die Hauptrolle Korfus bestand für Venedig darin, dass sichere Häfen den Seeverkehr schützten und die Schiffe dort Proviant aufnehmen konnten. Darüber hinaus exportierte die Insel Oliven, Weizen und Zucker.
Die rund 750 km² große Insel Kefalonia, die größte der Ionischen Inseln, kam 1194 an die aus Venedig stammenden Orsini, die sie bis 1323 beherrschten (siehe Pfalzgrafschaft Kefalonia und Zakynthos). Es entstand das lateinische Bistum Kefalonia. 1339 heiratete Guglielmo Tocco die Erbin Margarete Orsini von Lefkas und Kephallenia, und 1357 erhielt ihr Sohn Leonardo I. die Insel Kephallenia verliehen. Er besetzte die Nachbarinseln Ithaka, Lefkas und Zakynthos (Zante). Mit dem Vorrücken der Osmanen verloren die Tocchi den Anspruch auf den Despotat Epirus, Venedig setzte sie nur noch als Unterhändler ein.

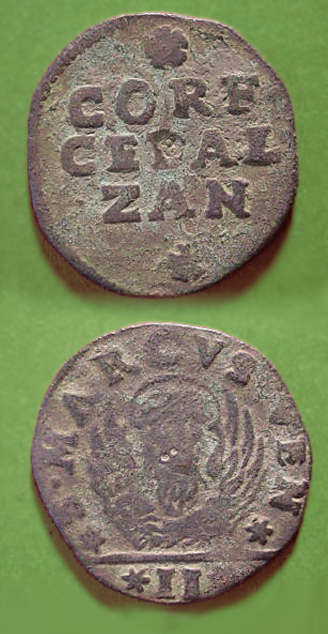
Für die Ionischen Inseln geprägte Münze von 1709

Die Tocchi wurden 1479 von den Osmanen abgelöst, die die Insel eroberten und die Tocchi für venezianische Verbündete hielten. Venedig hatte aber gegen die Tocchi die Insel Zante besetzt. 1483 gelang die abermalige Eroberung von Zante und nun auch von Kefalonia, 1500 gelang mit venezianischer Hilfe die Wiederherstellung der Pfalzgrafschaft. 1538 verschleppten die Osmanen 3000 Bewohner in die Sklaverei, doch blieb die Insel in venezianischem Besitz. Nach dem Verlust von Kreta (1669) wurde Kefalonia ein wichtiger Handelsstützpunkt bis 1797, als die Republik aufgelöst und die Ionischen Inseln französisch wurden.

## Die Kolonien in der Romania
Das Kolonialreich in der Romania, dem ehemaligen Gebiet des Byzantinischen Reichs, hatte einen anderen Charakter als das in der Adria. Während dort städtische Stützpunkte mit geeigneten Häfen und einer von Venedig abhängigen Adelsherrschaft das Bild prägten, handelte es sich bei den östlichen Kolonien um Festungsketten und Kolonisationsgebiete. Grundlage der östlichen Kolonien war die Zerschlagung des Byzantinischen Reiches im Verlauf des Vierten Kreuzzugs (1202–1204). Aus dem Bailò, dem ehemaligen Repräsentanten der venezianischen Händler gegenüber dem Kaiser, wurde während des Lateinischen Kaiserreichs der führende Kopf in Konstantinopel und im ehemals byzantinischen Teil des Kolonialreichs. Diese Führungsrolle ging ab 1261 an den Duca di Candia, den Oberbefehlshaber auf der Insel Kreta über, deren Hauptstadt Candia, das heutige Iraklio, war.

### Konstantinopel und das Schwarze Meer

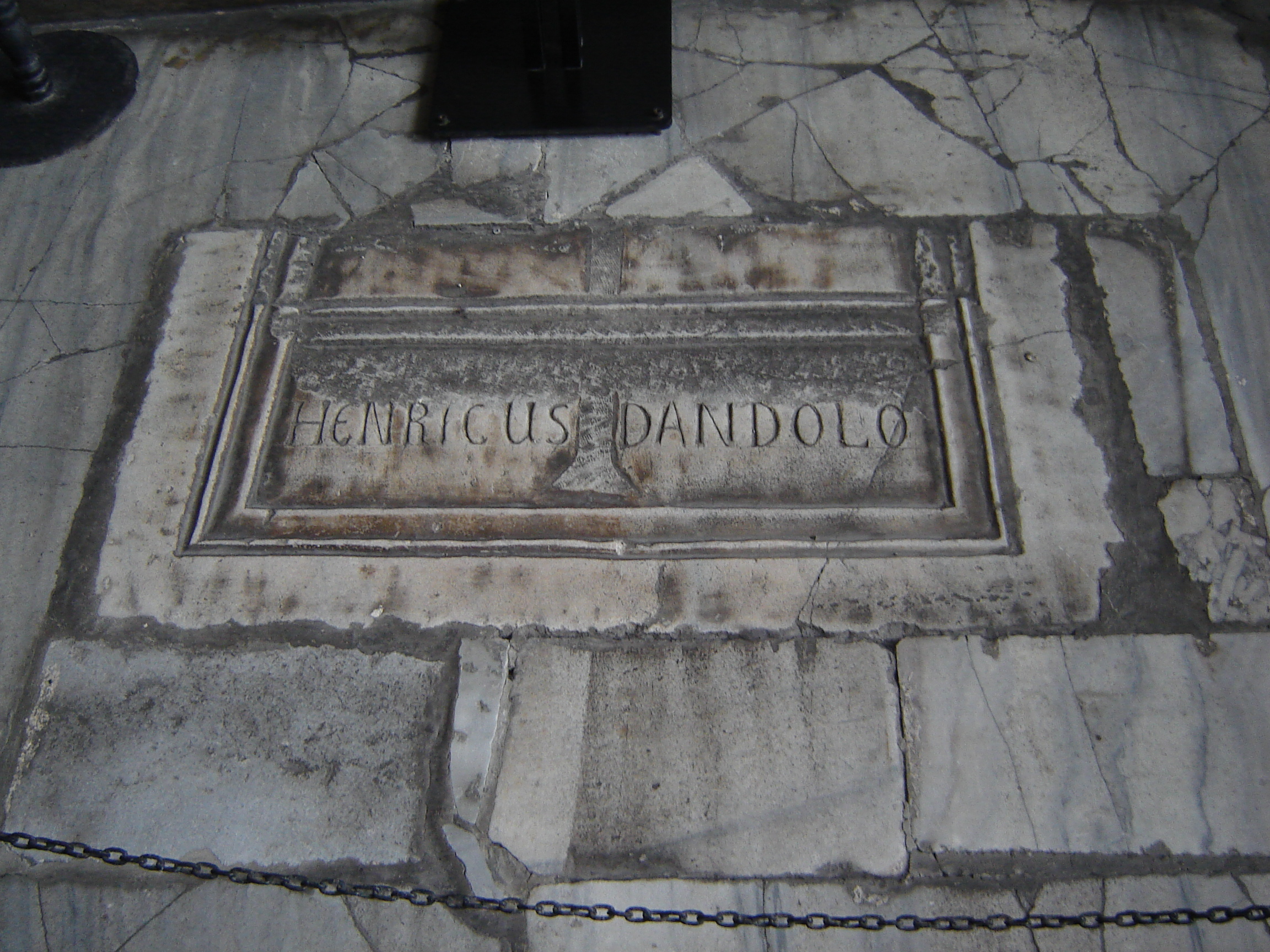
Grabstein Enrico Dandolos in der Hagia Sophia

Die byzantinische, später osmanische Hauptstadt und das Schwarze Meer sind nicht voneinander zu trennen, denn ohne den Durchgang durch den Bosporus gab es für die Venezianer keinen Zugang zu den Siedlungen in Bulgarien, der Walachei, auf der Krim und in Georgien sowie zu den südlichen Anrainergebieten des Binnenmeeres. Zugleich waren die Ertragsmöglichkeiten so groß, dass die beiden führenden Seemächte Venedig und Genua sich hier zwischen der Mitte des 13. und dem Ende des 14. Jahrhunderts vier mehrjährige Kriege lieferten. Mit der Eroberung Konstantinopels durch die Osmanen (1453) beanspruchte die neue Hauptstadt des türkischen Reiches das Schwarzmeergebiet als Hinterland für die eigene Versorgung.

#### Konstantinopel
Von einer Kolonie im eingangs definierten Sinn kann in Konstantinopel nur von 1204 bis 1261 die Rede sein. Doch in der byzantinischen Hauptstadt lebten schon sehr viel früher venezianische Händler, die vor allem seit dem Privileg Kaiser Alexios' I. von 1082 Vorrechte genossen, die dazu führten, dass die byzantinische Konkurrenz verdrängt wurde. Bald lebten die Italiener in einem Quartier am Goldenen Horn, das mehreren Tausend Händlern Platz bot. Am 12. März 1171 ließ Kaiser Manuel I. jedoch den Besitz der dort ansässigen Venezianer konfiszieren und sie gefangensetzen. Bis zum Vierten Kreuzzug gelang den Venezianern nur eine bedingte Rückkehr.
Obwohl die Venezianer zwischen 1204 und 1261 das Lateinische Kaiserreich dominierten und damit Konstantinopel und das von 1212 bis 1247 besetzte Thrakien Charakteristika regelrechter Kolonien erhielten, dehnte sich diese nicht auf das Schwarze Meer aus. Erst als 1291 Akkon, das wichtige Handelsrelais für Luxuswaren, ausfiel, drängte Venedig aggressiv ins Schwarze Meer. Dennoch lag bis 1261 ein Teil der Kolonialpolitik beim Bailò von Konstantinopel.

#### Schwarzes Meer
Im Gebiet des Schwarzen Meeres kann von regelrechten Kolonien, die weitgehend von Venedig dominiert wurden, erst im letzten Drittel des 13. Jahrhunderts die Rede sein. Beim Zugang dorthin spielte Getreide, vor allem Weizen, mit dem Venedig und Genua zeitweise ganz Oberitalien versorgten, eine zentrale Rolle. Es kam aus dem Gebiet um das Asowsche Meer, in minderer Qualität auch aus den sich östlich anschließenden Tscherkessien und Georgien, aber auch aus Bulgarien. Es konnte in großen Mengen über die Flüsse transportiert werden. An ihren Mündungen entstanden Kolonien, wie Mancastro an der Mündung des Dnepr oder La Tana an der des Don. Für die Zeit nach dem Vierten Kreuzzug lassen sich dennoch nur drei Fahrten von Venezianern nachweisen, nämlich eine auf die Krim (1206), eine nach Amis (1212) und eine andere, von der wir nicht genau wissen, wohin sie führte (1232). Die Eroberungsfeldzüge der Mongolen vertrieben offenbar die meisten Händler.
Als 1261 den Byzantinern die Rückgewinnung ihrer Hauptstadt gelang, wurde der Zugang zum Schwarzen Meer gesperrt. Erst 1268 kehrten die Venezianer zögernd zurück und gründeten nach der endgültigen Wiederzulassung 1278 das von Truppen der Goldenen Horde zuvor zerstörte Soldaia neu. Schon 1268 verhinderten umfangreiche Getreideeinfuhren, etwa aus Georgien, eine Hungersnot in Venedig, die infolge einer Handelsblockade durch mehrere italienische Städte unter der Führung Bolognas drohte.

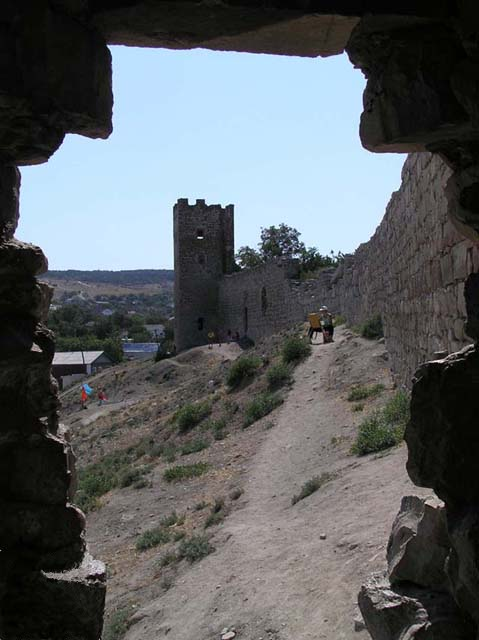
Die genuesische Festung von Kaffa

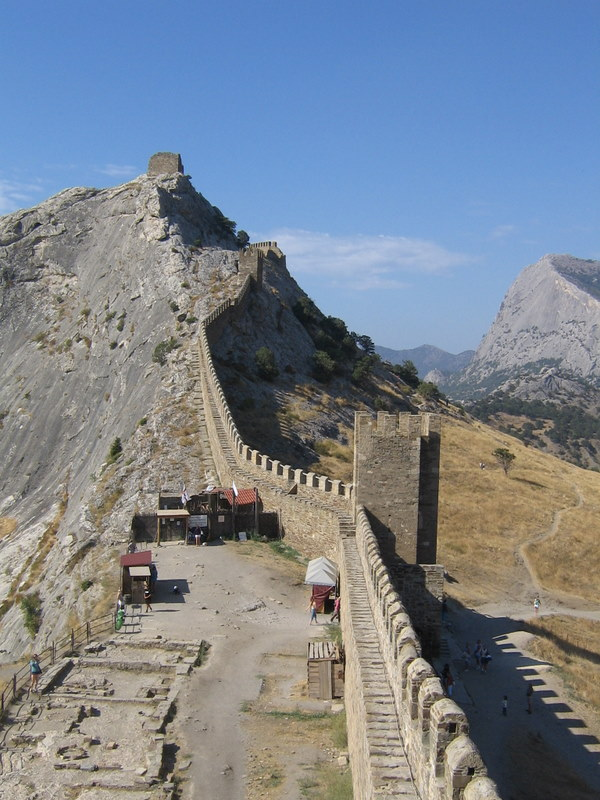
Teil der genuesischen Festung von Sudak

1283, nach dem endgültigen Scheitern der Eroberungspläne Karls von Anjou durch die Sizilianische Vesper, den Volksaufstand, der die Franzosen von der Insel vertrieb, durften Schiffe des venezianischen Verbündeten das Schwarze Meer überhaupt nicht mehr anlaufen. Erst 1285 kehrten sie zurück. 1292 kam ein Vertrag mit Nogai zustande, dem Herrn der Goldenen Horde und Schwager Kaiser Andronikos'. 1293 beschloss der Große Rat, auf der Krim einen Konsul einzusetzen. Obwohl die Verträge die Seestädte streng zum Frieden verpflichtete, kam es schon 1285 zu Auseinandersetzungen zwischen Genuesen und Venezianern in Trapezunt, belagerten die Venezianer von Soldaia 1296–1299 das genuesische Kaffa. 1299 überfielen Truppen Nogais wiederum Soldaia. Der zweite Krieg zwischen den Seemächten dauerte von 1293 bis 1299.
Venezianer blieben nun vom Handel ausgeschlossen, bis sie im Oktober 1324 wieder in vollem Umfang zum Getreideexport aus dem Schwarzen Meer durch Kaiser Andronikos III. zugelassen wurden. 1332 konnten sie eine zweite Kolonie in La Tana anlegen.
1333 kam ein Handelsvertrag mit den Tataren zustande. Nach schweren Kämpfen zwischen den italienischen Händlern verbannte Khan Dschani-beg jedoch 1343 die Venezianer auf fünf Jahre. Ganz Italien litt unter dem Mangel an Salzfischen und Getreide. Venedig sprach am 21. Februar 1344 ein Handelsverbot gegen die Tataren aus. 1345 schlossen Genuesen und Venezianer sogar ein Bündnis gegen die Tataren, das die Venezianer allerdings durch ein erneutes Zusammengehen mit dem gemeinsamen Gegner brachen. 1347 erlaubte die Rogadia, obwohl sie seit 1344 eine Sperre verfügt hatte, mit der ausdrücklichen Begründung, dass die Teuerung sie dazu zwinge, wieder Getreidekäufe im Gebiet Dschani-begs. Eine dreiköpfige Gesandtschaft sollte an dessen Hof gehen, um die Wiederzulassung zum Handel zu erreichen. Die Genuesen untersagten Venezianern im nächsten Jahr den Zugang zum Schwarzen Meer. Die sich anschließenden Kämpfe stellten nur ein Vorspiel zum Krieg von 1350 bis 1355 dar, der erst im Frieden von Mailand ein Ende fand. Ab 1358 befuhren Konvois wieder das Schwarze Meer.
1365 eroberte Genua das vorwiegend von Venedig beherrschte Soldaia. Im Frieden von Turin (1381) wurde Venedig für zwei Jahre verboten, La Tana anzulaufen. Dessen Zerstörung durch die Truppen Timurs im Jahr 1395 bewog die Venezianer endgültig, ihren Hauptstützpunkt aufzugeben. 1410, 1418 und 1442 ging Tana erneut verloren und konnte sich immer weniger von diesen Handelsstörungen erholen. So entsandte der Senat 1400/01 keinen der gewohnten Schiffskonvois, ebenso kam es 1409, 1412 und 1413 sowie 1416 zu Schwierigkeiten, genügend Interessenten für eine Finanzierung der Unternehmungen zu finden. 1460 erfolgte nach langer Stagnation die endgültige Absage. Dabei spielte die zunehmende Abschließung Zentralasiens eine wichtige Rolle. Außerdem zogen es viele Händler vor, Tunis anzusteuern. Für den Massengutverkehr wurde die lange, immerhin sechs Monate dauernde Fahrt von Venedig nach La Tana und zurück zu gefährlich. Das galt umso mehr, nachdem es den Osmanen gelungen war, Konstantinopel in ihre Hand zu bringen. Wie groß der Verlust war, zeigt die Tatsache, dass man 1465 in Genua schätzte, dass 5.000 bis 10.000 modii Getreide von dort importiert werden könnten, wenn der Sultan seine Genehmigung erteilen würde. Dies mag bis zu 8.000 Tonnen entsprochen haben. Ab 1453 wurde das Schwarze Meer zum Hinterland der osmanischen Hauptstadt.

### Candia (Kreta)

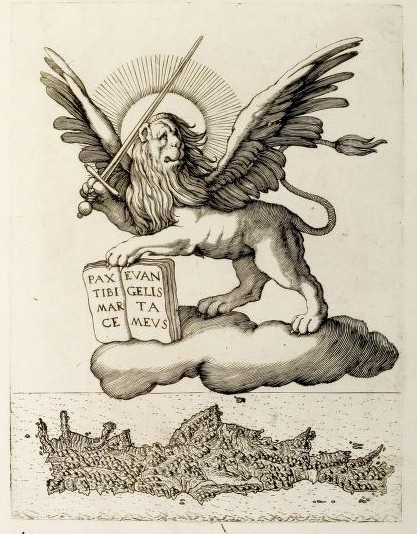
Der geflügelte Löwe als Symbol des Evangelisten Markus über der Insel Kreta, Marco Boschini: Il regno tvtto di Candia, 1651

Kreta war die einzige Kolonie, in der in großem Maßstab eine Besiedlung durch Venezianer stattfand. Das Venedig während des Vierten Kreuzzugs zugesprochene Gebiet um Saloniki tauschte es 1204 gegen die Insel Kreta ein, die Markgraf Bonifatius von Montferrat erhalten hatte. Hauptstadt und Insel erhielten den italienisierten Namen Candia. Erster Gouverneur war Jacopo Tiepolo, der später Doge wurde.
Doch von 1204 bis 1207 fiel die Insel zunächst fast gänzlich an genuesische Piraten, bevor Venedig die Insel erobern konnte – wie sich zeigen sollte, ein instabiler Besitz. Denn bald begann eine Kette von Aufständen der griechischen Bevölkerung, die sich durch das gesamte erste Jahrhundert venezianischer Herrschaft zog: 1217–19, 1222–24 und 1228–36, erneut ab 1254, wiederum 1262–68 und abermals 1273–82. Fast die ganze Insel wurde schließlich von dem Aufstand unter Alexios Kalergis erfasst (1283–1299). Darüber hinaus versuchten Byzantiner 1230–1236 und 1262–65, dann Genuesen 1265 die Insel zu erobern.
Dennoch hielt Venedig am Besitz der Insel fest. Sie bot seinem Handel im östlichen Mittelmeerraum sichere Häfen und Versorgung der Schiffsmannschaften. Darüber hinaus bot sie der von Lebensmitteleinfuhren abhängigen Stadt die Möglichkeit, das Grundnahrungsmittel Weizen aus eigenem Gebiet zu beziehen. Dazu schickte Venedig mehrere Tausend Siedler auf die Insel, die bald auch Schiffe und ihre Besatzungen zu stellen hatten.

#### Venezianische Siedler
Die Labilität der Herrschaft hing damit zusammen, dass das Land der Kreter – gegen ihren Willen – ab 1211 in Lehen zerteilt wurde, die ausschließlich an Venezianer weiterverkauft werden durften. Binnen weniger Jahre kamen 3.500 als Milites bezeichnete Siedler und wurden entsprechend den sechs Stadtteilen der Mutterstadt (Sestieri) auf der Insel angesiedelt, die in gleichnamige Bezirke aufgeteilt worden war. Die Sechstel wurden wiederum in Turme eingeteilt und diese wiederum in Cavallerie. Zwei Drittel der insgesamt 200 Cavallerie wurden an Kolonisten verliehen und gut ein Drittel der 1200 Güter an einfache Milites.
Pro Militia, also dem jedem Siedler zustehenden Gebiet mit den daran hängenden Rechten an Land und Leuten, standen sieben bis maximal 25 Hörige zur Verfügung – von denen allerdings viele flohen. Um 1330, als die durchschnittliche Hörigenzahl pro Militia bei zwölf bis fünfzehn lag, hatten viele nur noch sieben oder acht. So entstand eine wachsende Gruppe von Siedlern, deren Existenz bedroht war.
Gleichzeitig erzwang Venedig, dass jeder Hörige pro Jahr einen Hyperpyron, eine Silbermünze, entrichtete. Dieses Mittel zur Erzwingung von Erwerbsarbeit hat in späteren Kolonien weltweit Schule gemacht. Um das Ausweichen auf Erwerb durch Handel zu unterdrücken, wurde ihnen diese Tätigkeit strikt untersagt. Dennoch wurde der Mangel an Arbeitskräften, auch bedingt durch die Verluste durch die Aufstände, so groß, dass man Anfang des 14. Jahrhunderts begann, zahlreiche Sklaven einzuführen, von denen aber wiederum viele flohen. Trotzdem wurden die Lehensnehmer gezwungen, mindestens die Hälfte ihres Landes zu bebauen.
Als weitere Kraft auf der Insel trat die Hauptstadt Candia (heute Iràklion) auf. Sie verschärfte das Problem noch weiter. Als Besitzerin von 800 km² Ländereien, was fast einem Zehntel der Inselfläche entsprach, zog sie geflohene Hörige an, indem sie ihnen die Freiheit ermöglichte. Dazu kam, dass die Hörigen, meist griechisch-orthodoxen Glaubens, hier nicht zur Konversion zum römisch-katholischen Bekenntnis gedrängt wurden. Dazu trieb Candia die Kolonisten in die Enge, indem sie 1302 verfügte, dass automatisch der Kommune Candia unterstehen sollte, wer seinen Lehnsherrn nicht kannte. Landflucht und ein Brigantentum größten Ausmaßes hingen aufs engste mit diesem Kolonialsystem zusammen, das praktisch nur die Bedürfnisse der Mutterstadt zu befriedigen hatte.

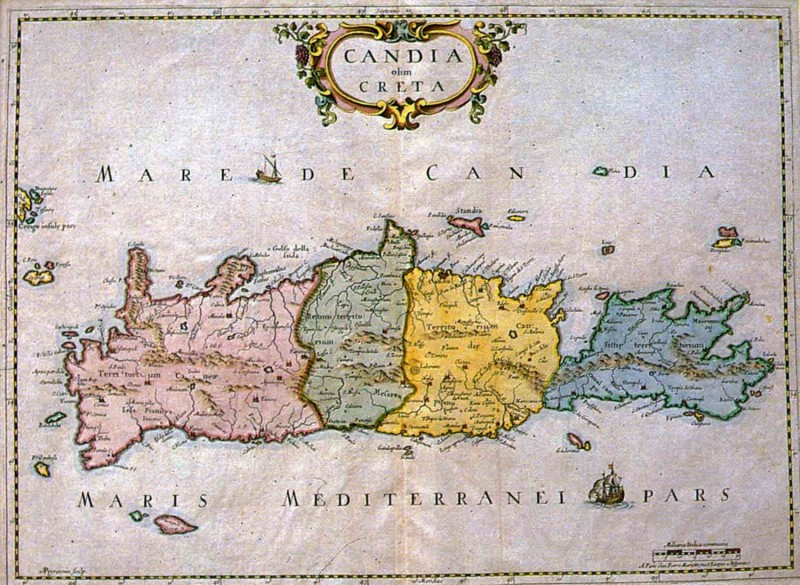
Anfang des 14. Jahrhunderts wurde die Insel Kreta in vier Gebiete eingeteilt

Dabei glichen sich die Interessen der Grundbesitzer nach und nach einander an. Bei der Aufteilung der Insel wurden die führenden kretischen Familien jedoch zunächst kaum berücksichtigt. Erst nach 1300 versuchte man, diese Archonten bis zu einem gewissen Maß zu integrieren. So erhielt Alexios Kalergis, der mächtigste Aufstandsführer, 1302 das Recht, 15 Milliaria zu halten und zwei Jahre später Getreide auf eigene Rechnung zu verkaufen. Doch erst 1407 erhielt, in Durchbrechung der Grundsätze der Serrata, mit der sich der venezianische Adel nach unten gegen Aufsteiger abgeriegelt hatte, ein Angehöriger der Kalergis Sitz und Stimme im ansonsten nur venezianischen Adligen vorbehaltenen Großen Rat von Candia. Angesichts der Tatsache, dass zwischen Venezianern und Kretern ein Eheverbot bestand und Venezianer unter keinen Umständen Lehen an Kreter abgeben durften, war dies ein bedeutender Schritt.
Die Milites, die sich zugleich im Laufe der Generationen immer mehr den griechischen Archontenfamilien assimilierten, zersplitterten im Gegensatz zu diesen durch immer weiter gehende Unterverpachtungen ihr Land. Dadurch fiel am Ende ein Teil des Landes in die Hände des Stadtbürgertums.

#### Forderungen der Mutterstadt und Aufstand der Siedler
Zwischen 1211 und 1300 hatte Kreta kaum mehr als 50.000 Einwohner. Diese Zahl stieg jedoch wieder an, so dass sie um 1400 auf etwa 100.000 geschätzt wird – von denen fast ein Fünftel in den größeren Städten wohnte –, um 1500 etwa 200.000. Damit stieg der Eigenbedarf der Inselbewohner im Verhältnis zur stagnierenden Produktion, die unter dem geschilderten Mangel an Arbeitskräften litt. Dennoch bestand Venedig auf seiner Quote am Getreide zu seinen Konditionen und Preisen. Die Kolonisten bekamen meist weniger, als sie durch privaten Verkauf auf der Insel oder gar Export hätten erhalten können. Außerdem mussten sie einen Pflichtteil von einem Drittel abliefern, der anhand der Saatmenge, nicht anhand der Erntemenge errechnet wurde. Das bedeutete bei schlechten Ernten in den Augen der Siedler eine unerträgliche Ungerechtigkeit in der Berechnung. Hier standen Fiskalismus in Verbindung mit Versorgungsinteressen auf Seiten Venedigs und Verwertungsinteressen auf Seiten der Siedler in schärfstem Widerstreit; er entlud sich im großen Aufstand von 1363 bis 1366.
Drei Ziele versuchte Venedig gleichzeitig zu erreichen. Zum einen sollte den Siedlern ein ausreichendes Einkommen verschafft werden, zum anderen sollte Venedig festgesetzte Weizenmengen zu von ihr bestimmten Preisen und Bedingungen bekommen, um den Preis- und Mengenschwankungen auf dem venezianischen Markt die Spitzen nehmen zu können. Gefährlicher, weil willkürlicher und sprunghafter, war das dritte Ziel, die Versorgung der Flotten mit Schiffszwieback. So bürdete man solche „überraschenden“ Lasten gern den jüdischen Gemeinden in Form von Sonderabgaben auf, um beispielsweise mit 1000 Dukaten eine burgundische Kreuzzugsflotte mit Proviant auszustatten. Normalerweise teilten sich diese Aufwendungen die Milites, die Stadt Candia und die jüdische Gemeinde im Verhältnis 2:1:1.
Viele Siedler wehrten sich gegen dieses koloniale System. Am 8. August 1363 widersetzte sich Candia einem jährlichen Extrazoll zur Reinigung des Hafens und der Ausbesserung der Dämme. Bald erfasste der Aufstand die gesamte Insel und auch in anderen Kolonien in der Romania fürchtete man Unruhen.
Ende Januar 1364 brachen unter dem Condottiere Luchino dal Verme drei Galeeren auf. Sein Heer besiegte die Aufständischen und eroberte Candia. Gegen die Führer der Rebellion wurde mit größter Härte vorgegangen. Das galt vor allem für Micheletto Falier, ein Mitglied der Familie jenes Marino Falier, der zehn Jahre zuvor als Doge einen Umsturzversuch unternommen hatte. Nach dem Winter 1364/65 wurden bis zu 5000 türkische Söldner angeworben, daneben Sklaven. Die Zerstörungen gingen so weit, dass sie noch nach langer Zeit zu spüren waren. Die Lasithi-Ebene wurde bis 1463 zur Strafe für den Aufstand nicht bebaut – erst ab 1497 betrieb man hier wieder Landbau.

#### Wirtschaftliche Erholung bis zur Eroberung von Konstantinopel

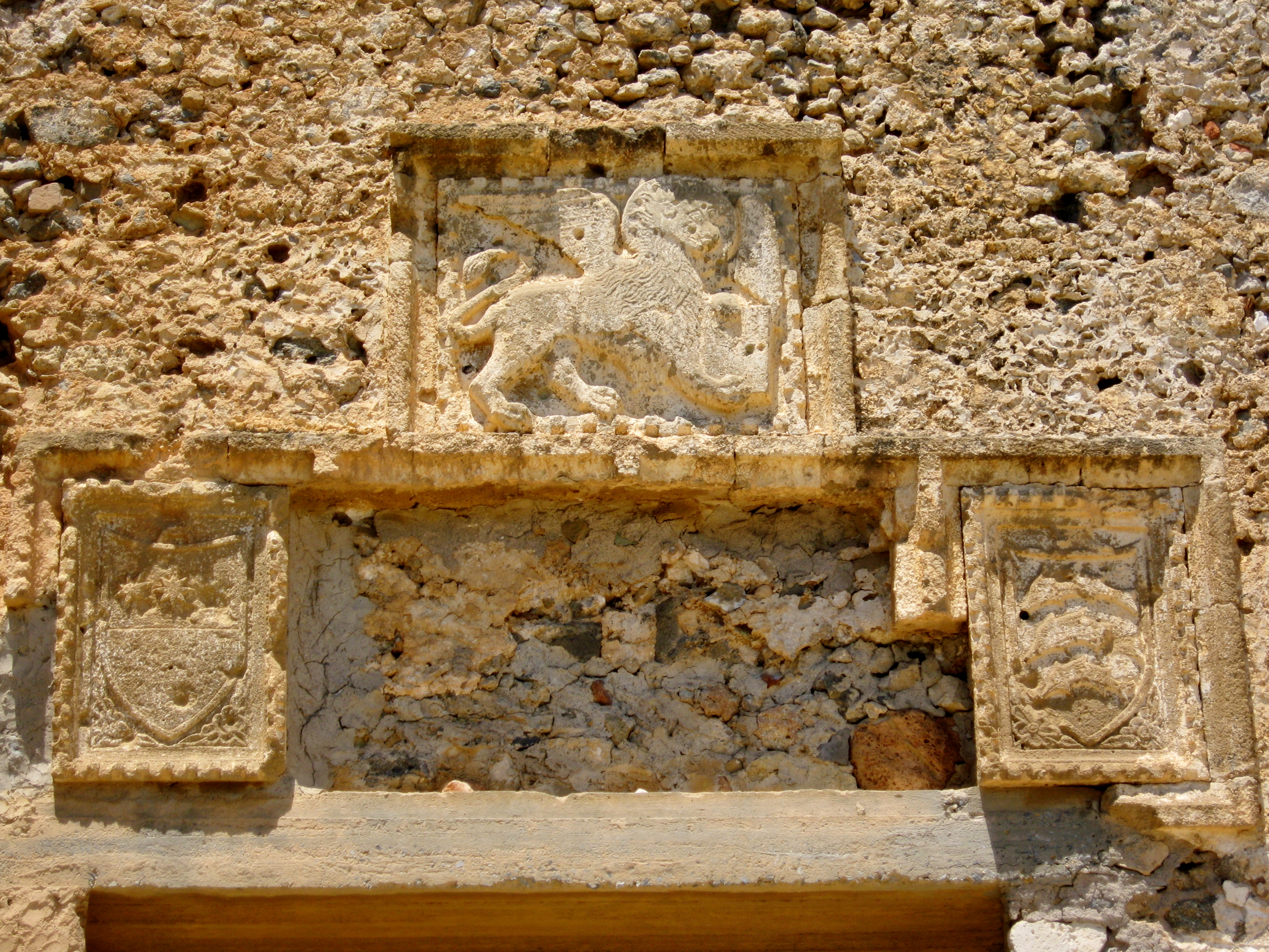
Markuslöwe am venezianischen Kastell von Frangokastello

1367–1371 versuchte man vergeblich, die eingezogenen Lehen zu versteigern. Insgesamt lohnte sich der Weizenanbau immer weniger. Die Siedler zogen spätestens um 1400 Wein und Käse, Zucker, Mastix, Honig und Wachs sowie Baumwolle dem Anbau von Weizen vor.
Erst der wirtschaftliche Aufschwung Venedigs stabilisierte für einige Zeit die Situation, die Stadt schlug einen weniger restriktiven Kurs gegenüber ihren Kolonien ein. Außerdem spielte Kreta nur noch sporadisch eine Rolle als Weizenreservoir, so etwa 1423 bis 1430, als Venedig das von den Osmanen belagerte Saloniki vor allem mit kretischem Weizen versorgte. Auch anlässlich des Kreuzzugs von Varna (1444) wurde Kreta zur Versorgung der Truppen herangezogen.
Neben der für ihre Wirtschaft offenbar katastrophalen Eroberung Konstantinopels durch die Osmanen erlebte die Insel 1455/56 eine schwere Hungersnot. Als 1464 eine Kreuzzugsflotte versorgt werden musste, entstand in Candia ein einschneidender Getreidemangel. Im folgenden Jahr verweigerte Rethymno sogar die Abgabe von Zwieback an die Galeeren, doch kam es zu keinen weiteren Aufständen.

#### Osmanische Eroberung

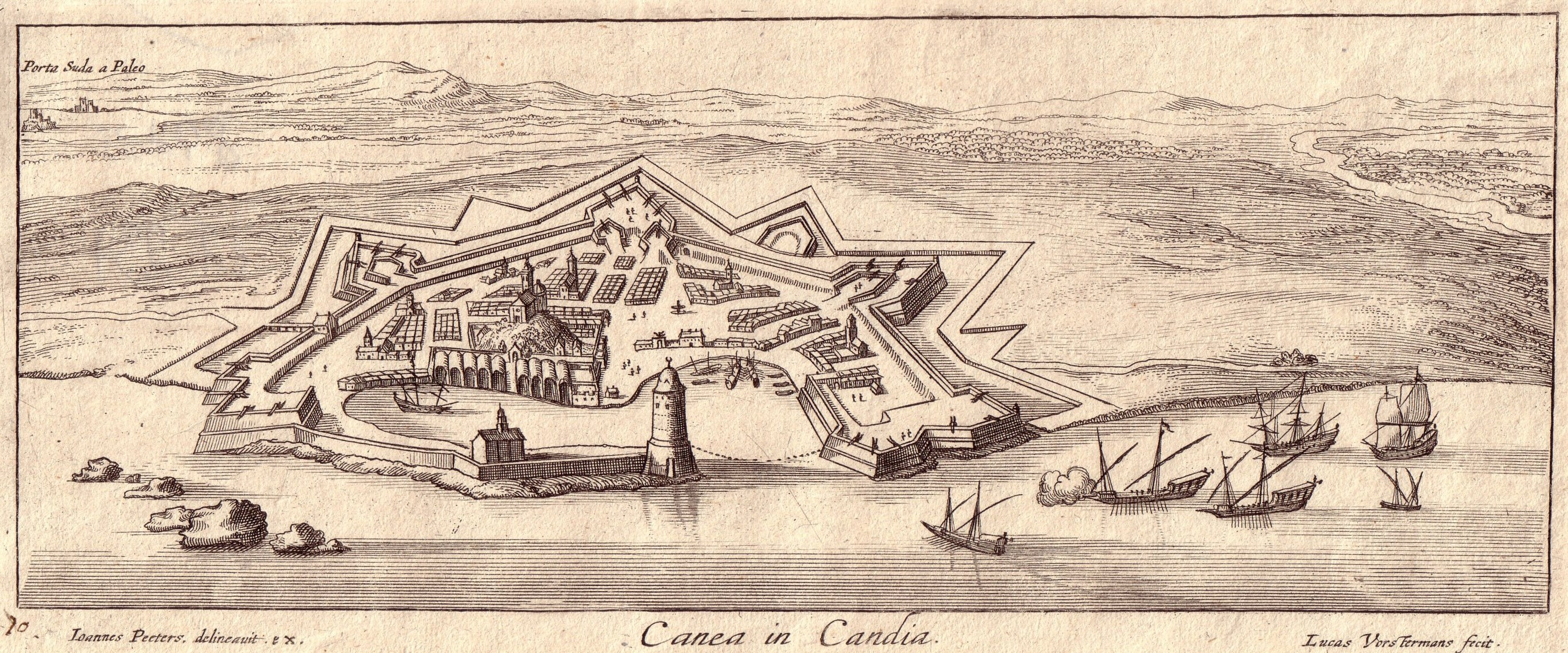
La Canea (Chania), Jan Peeters, 1664

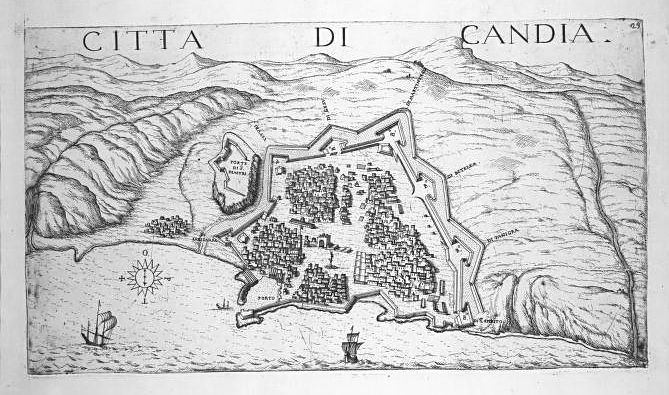
Plan von Candia, Marco Boschini: Il regno tvtto di Candia, Venedig 1651

Nach dem Fall von Konstantinopel 1453 wurde Candia gleichsam als Nachfolgerin ein künstlerisches und geistiges Zentrum. Die wirtschaftliche Aktivität hatte sich schon vorher hier konzentriert. Obwohl Venedig und das Osmanenreich mehrere Kriege führten, blieb Kreta davon fast unberührt. Weiterhin kam den Haupthäfen der Insel eine zentrale Rolle beim Fernhandel Venedigs zu. Venedig bemühte sich nach Kräften, die Festungen auszubauen, zumal neue Techniken entstanden, die erhebliche Aufwendungen erforderten. Dennoch wagte man es nicht, den Griechen die Verteidigung der Insel mit zu übertragen und sie mit Waffen auszurüsten. So mussten die rund 4000 Männer in den Garnisonen und rund 14.000 Freiwillige die Insel verteidigen.
1645 landete ein osmanisches Heer mit 50.000 Mann auf 350 Schiffen und schloss Candia ein. Chania fiel am 23. Juni, die Festung von Rethymno fiel 1646. Im Mai 1648 intensivierten die osmanischen Truppen die Belagerung Candias und griffen sie erstmals am 2. Juli an. Sie sollte als die längste Belagerung aller Zeiten im Gedächtnis bleiben. 1667 drängte der Großwesir Ahmed Köprülü auf Verschärfung und er zwang die Stadt am 16. September 1669 zur Kapitulation. Es blieben Venedig noch für einige Zeit die Festungen von Gramvousa (bis 1692), Souda und Spinalonga im Norden, aber 1718 mussten auch sie abgetreten werden.

### Herzogtum Archipelagos, Inseln in der Ägäis

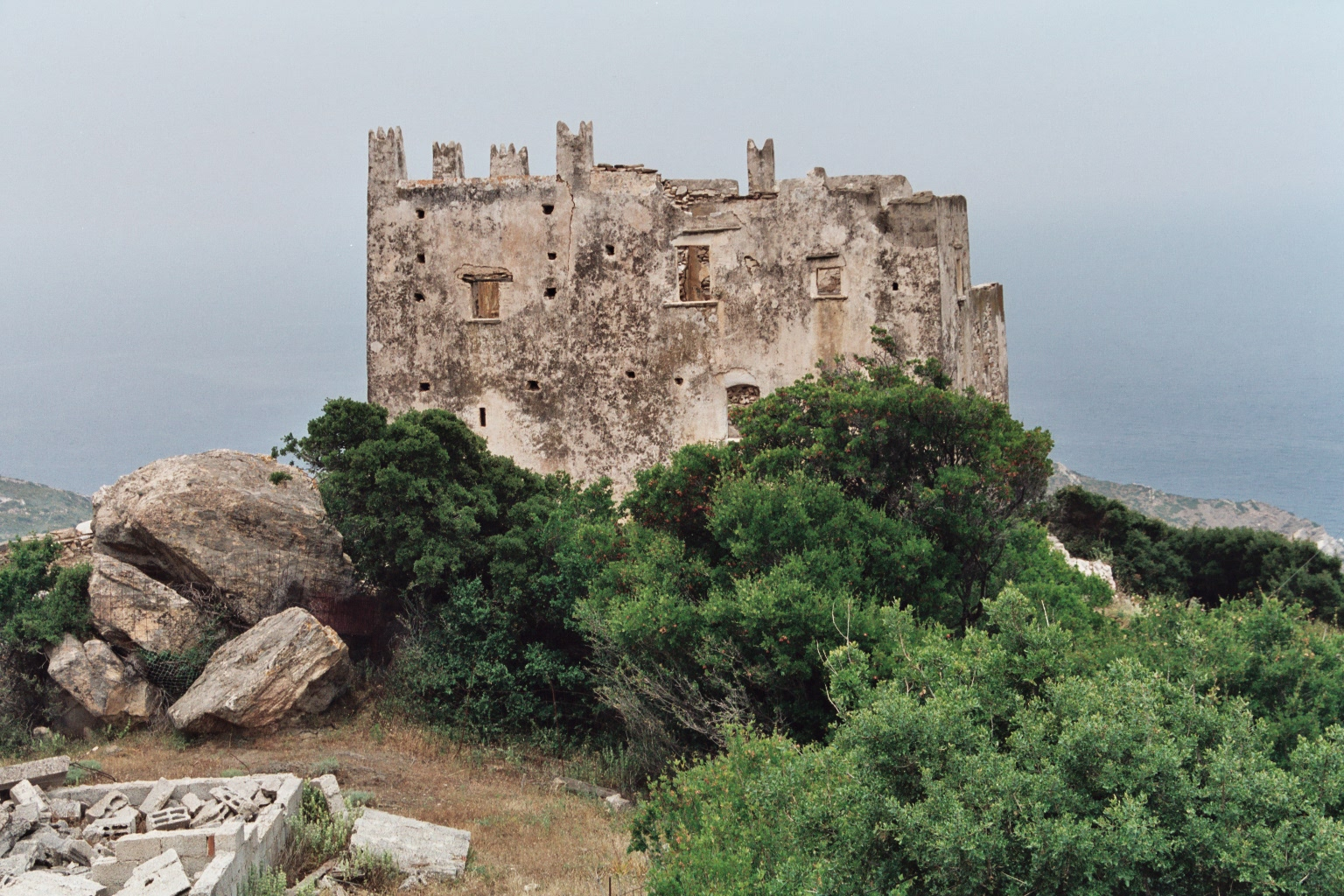
Venezianischer Wohnturm auf Naxos

Die Inseln der Ägäis hatten innerhalb des Kolonialreichs eine Art Sonderstatus, denn sie unterstanden nicht einem von Venedig entsandten Sachwalter, sondern gerieten auf verschiedenen Wegen in die Hand von Feudalherren venezianischer Herkunft. So fiel Naxos an die Sanudo, Tinos und Mykonos an die Ghizi, Cérigo an die Venier, Santorin an die Barozzi und Karpathos an die Corner. Diese Insel fiel im Zuge der Eroberung von Rhodos durch den Hospitaliterorden an Andrea Corner. Jedoch machte ihm der Orden den Besitz nach 1306 streitig. Es erforderte erheblichen diplomatischen Druck von Seiten Venedigs, bis Andrea Corner wieder in den Besitz der Insel kam.
Die bedeutendste Eroberung gelang jedoch dem Neffen des Dogen Enrico Dandolo, Marco Sanudo. Zusammen mit Marino Dandolo, Andrea und Geremia Ghisi, Ravano dalle Carceri, einem der Herren von Negroponte, und Philocalo Navigaioso, dem Herrn von Lemnos, gelang ihm die Eroberung von Naxos und bis 1210 auch der übrigen Kykladeninseln. Er zog es vor, sich als Vasall dem Lateinischen Kaiserreich zu unterstellen. So begründete er das Herzogtum Archipelagos und wurde selbst Herzog von Naxos (1207–27). Er teilte das Herzogtum in 56 Lehen auf und führte damit das Feudalwesen ein.
Auch später wechselte das Herzogtum, je nach den politischen Umständen, immer wieder den Oberherrn. Nach den Sanudo erlangten 1383 die Crispi die Herzogswürde, unterstellten sich 1418 aber Venedig. Es hatte die Crispi schon 1383 unterstützt, zumal Francesco Crispo auf seine Lehen auf Negroponte verzichtete. Die Herzöge sahen darin wohl das einzige Mittel, dem zunehmenden Druck durch Osmanen und Genuesen entgegenzuwirken. Letztere eroberten 1431 sogar Naxos, erstere griffen es 1477 an. Das Herzogtum blieb jedoch bis 1566 unter venezianischer Oberhoheit.
Spannungen innerhalb der Inselherrschaft führten dazu, dass Herzog Giovanni Crispo in seiner Hauptstadtfestung belagert wurde. Nur die Johanniter von Rhodos retteten seine Herrschaft. Sein Tod im Jahr 1494 bewog Venedig, einzugreifen und bis 1500 das Herzogtum seiner direkten Herrschaft zu unterstellen. Francesco III., den Venedig 1500 als Herzog einsetzte, musste 1507 auf Druck der Bevölkerung wieder abgesetzt werden, kehrte für kurze Zeit zurück, endete aber schließlich im Gefängnis von Candia.
Venedig setzte weiterhin auf die Crispi, zumal die Angriffe türkischer Korsaren, allen voran Khair ad-Din Barbarossa, ab 1532 stark zunahmen. Nur Tributzahlungen an die Osmanen ab 1536 retteten die Inselherrschaft bis 1566. Tinos und Mykonos waren seit 1520 direkter venezianischer Herrschaft unterstellt. Sultan Selim II. machte 1566 den portugiesischen Juden Joseph Nasi zum letzten Herzog von Naxos.
Insgesamt waren die Inseln für Venedig wirtschaftlich bedeutungslos, lieferten allerdings eine militärische Reserve gegen die wechselnden politischen Rivalen. Den Griechen gelang es immer wieder, die venezianischen Feudalherren zu vertreiben, wie zuletzt 1566 auf Andros.

### Morea (Peloponnes)

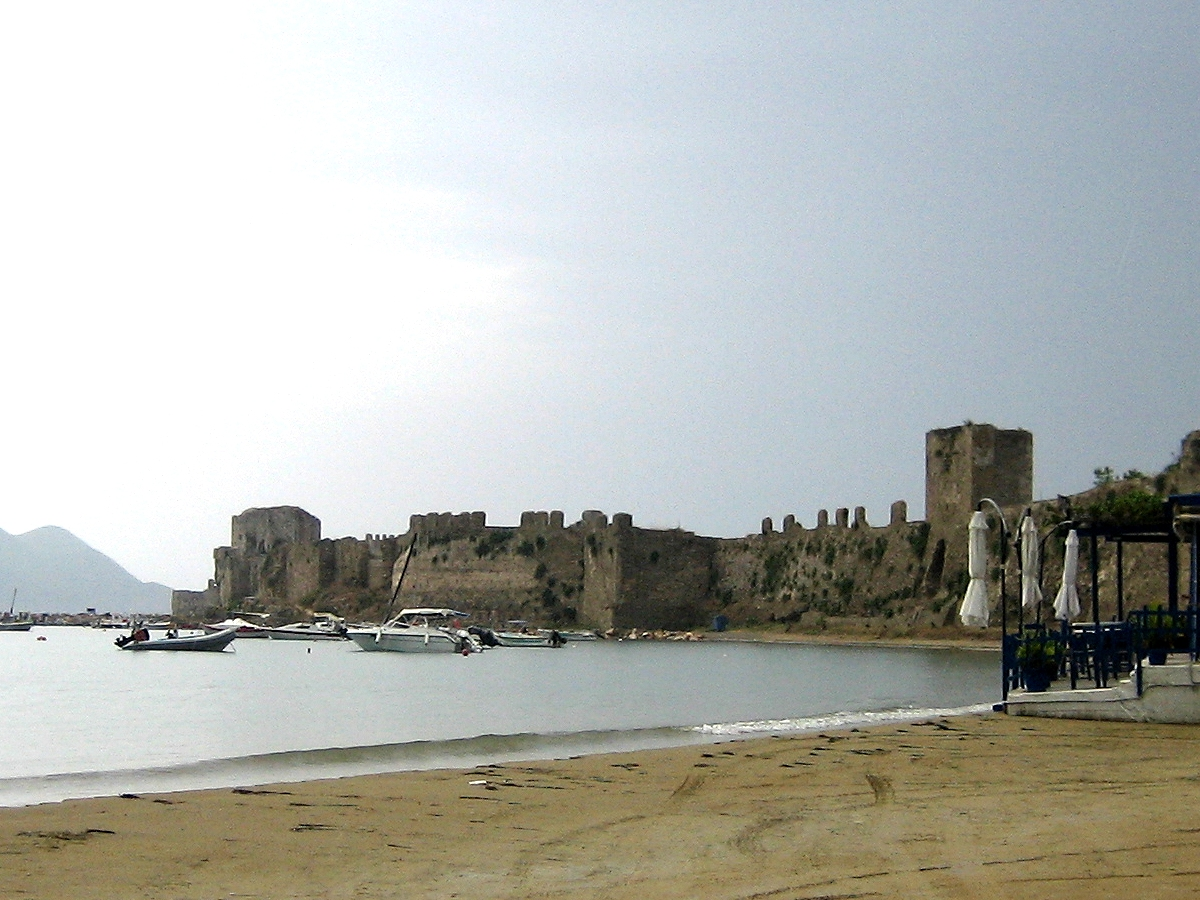
Die Burg von Methoni (Modon)

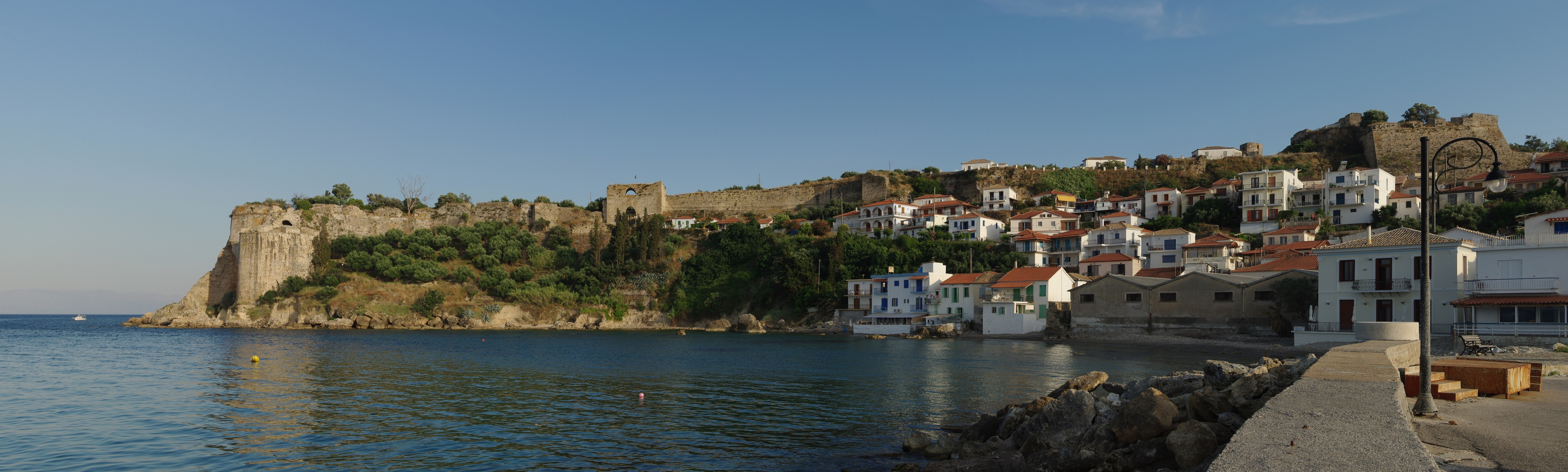
Festung von Koroni (Koron)

Drei Achtel des Byzantinischen Reichs wurden Venedig 1204 zugesprochen. Dazu gehörte auch der Peloponnes. 1206 besetzte eine Flotte Modon und Koron auf dem Südwestzipfel der Fastinsel. Diese Augen der Serenissima, wie die Doppelfestung genannt wurde, dienten den Handelsflotten als sichere Häfen, aus dem Lager für Schiffszwieback deckten die Besatzungen ihren Bedarf, Waren konnten hier gelagert werden.
Der Rest des Peloponnes unterstand zunächst den lateinischen Fürsten von Achaia. Als die türkische Armee 1422 vor Konstantinopel gescheitert war und sich daraufhin erstmals der Halbinsel zugewandt hatte, boten die verbliebenen lateinischen Fürsten Venedig die Unterwerfung unter ihre Oberherrschaft an. Fünf Weise prüften dieses Angebot im Auftrag des Senats und kamen zu dem Schluss, dass die wirtschaftlichen Schätze des Landes durchaus einer Ausbeutung würdig seien – trotzdem lehnte der Große Rat das Angebot ab. So fiel 1432 fast die gesamte Morea an die Byzantiner von Mistra.
Aber dies konnte die Osmanen bei ihren Feldzügen durch den Peloponnes (1446, 1452, 1458, 1460) nicht aufhalten. Nach der endgültigen Eroberung (1459/60) – nur das verbliebene Monemvasia unterstellte sich 1464 dem Schutz Venedigs – fielen 1470 auch Negroponte und im Jahr 1500 Koron und Modon an die Osmanen.
Nur für einige Jahrzehnte gelang Venedig ab 1686 die erneute Eroberung der Morea, doch schon 1715 nahm ein osmanisches Heer die Halbinsel wieder ein. Hauptstadt der venezianischen Morea war Nauplia, das auch Napoli di Romania genannt wurde.

### Thessaloniki
Thessaloniki war nur für wenige Jahre in venezianischem Besitz und stellte daher ganz überwiegend eine Kolonie im Sinne einer Händlerkolonie dar. Seit dem 12. Jahrhundert bestand dort eine venezianische Händlerkolonie, die den Handel mit der größten Stadt Griechenlands zunehmend kontrollierte. Ihr stand ein Konsul vor. 1204 sollte die Stadt, wie es die Kreuzfahrer vor Konstantinopel vereinbart hatten, an Venedig gehen, doch tauschte die Serenissima das Gebiet gegen Kreta.
In Saloniki saß nach dem Abbruch der Handelsbeziehungen mit Byzanz (1261) spätestens 1287 wieder ein Konsul, sicherlich bis zur ersten Eroberung der Stadt durch die Osmanen (1387–1391, erneut 1394 bis 1403).
Nach der gescheiterten Belagerung Konstantinopels (1422) versuchte Venedig von 1423 bis 1430 Thessaloniki vergebens zu verteidigen.

## Zypern

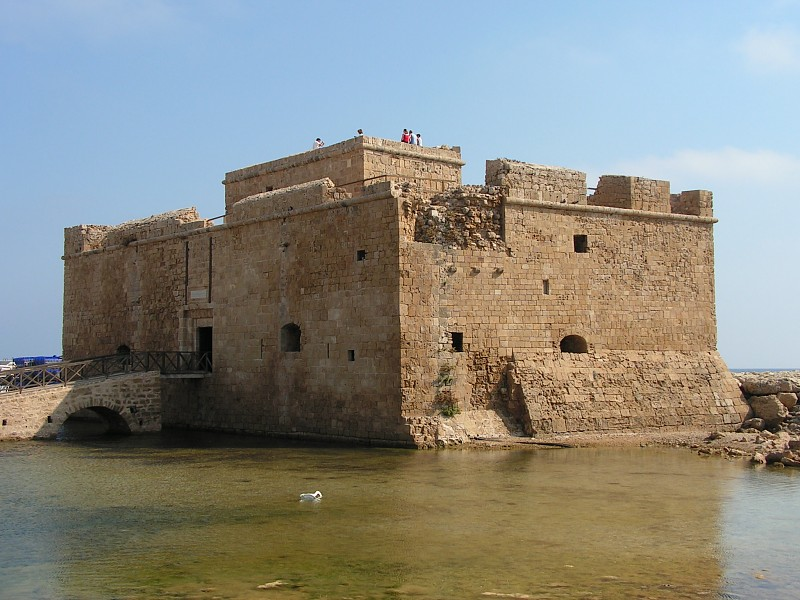
Das unter den Osmanen 1592 wiederaufgebaute Kastell von Paphos

Zypern hatte sich bereits vor dem Vierten Kreuzzug unabhängig gemacht. Schon lange vor Inbesitznahme der großen Insel im östlichen Mittelmeer durch Venedig waren dort Venezianer tätig. 1366 war es der Familie Corner di San Luca gelungen, von der Dynastie der Lusignan, die Zypern beherrschte, umfangreiche Ländereien zu erwerben. Das dortige Zuckerrohr machte sie zu einer der reichsten Familien Venedigs. Doch der Dauerstreit mit Genua schwächte auf lange Zeit die venezianische Position, nachdem es in Famagusta 1374 zu Straßenschlachten zwischen Venezianern und Genuesen gekommen war.
Zypern kam durch dynastische Verbindungen an Venedig: 1468 heiratete Katharina Cornaro, die Tochter des Dogen Marco Corner, König Jakob II. von Lusignan. Als ihr Mann und ihr Kind 1474 starben, wurde sie zur Königin von Zypern; 1489 übergab sie die Insel an die Republik Venedig.
Die venezianischen Interessen wurden von einem in Nikosia ansässigen „Rettore“ wahrgenommen. Diese Einrichtung bestand aus einem Statthalter und zwei Beratern (Consiglieri), deren Amtszeit auf zwei Jahre begrenzt war. Der Rat der Zehn, der sie beaufsichtigte, kontrollierte auch ihre Tätigkeit im Bereich der Gerichtsbarkeit und vor allem der Steuereinziehung. Die Beteiligung der Zyprioten beschränkte sich auf die Ämter der „Vicecomites“ von Famagusta und Nikosia, doch lässt sich um 1500 zunehmend eine Beteiligung der griechischen Magnaten feststellen. Dies ist wohl einerseits auf den wachsenden osmanischen Druck zurückzuführen, andererseits auf wirtschaftliche Erfolge und die zunehmende Einbindung in den Machtapparat.
Salz war eines der wichtigsten Ausfuhrgüter der Insel. Es wurde vorrangig um Larnaka gewonnen. Zuckerrohr und Weizen wurden hingegen mehr und mehr durch Baumwolle verdrängt. Die Abgaben waren hoch und auf dem Land dominierte ein Feudalsystem, ähnlich wie auf Kreta. Zwar erhielt die orthodoxe Kirche alle Rechte der Religionsausübung und die wirtschaftliche und politische Beteiligung der orthodoxen Bevölkerung nahm langsam zu, doch die Venezianer sahen sich gezwungen, zur Finanzierung ihrer Kriege und Tributleistungen die Abgabenlast weiter zu erhöhen. 1519 machte Bartolomeo Contarini den Vorschlag, die Besatzungen der Festungen, allen voran Kantara, durch die Männer der umliegenden Dörfer zu verstärken und ihnen dafür Abgaben und Dienste zu erlassen, doch zog man es offenbar vor, die Besatzungen abzuziehen und die Festungen zu schleifen. Venedig hatte anfangs Tributzahlungen an das mamlukische Ägypten geleistet, ab 1520 zahlte es an den osmanischen Sultan, der inzwischen Ägypten erobert hatte.
1562 entluden sich die sozialen Spannungen in einem Bauernaufstand unter Führung des Iakovos Diassorinos oder Jakob „Didaskalos“ (Lehrer) aus Nikosia, der 1563 hingerichtet wurde. 1566 kam es in Nikosia, das unter Hunger litt, zu einer Revolte, als von der Insel ein mit Weizen beladenes Schiff nach Venedig auslaufen sollte. Die venezianische Kolonialherrschaft war so unsicher, dass die Behörden alle nicht-zypriotischen Juden nur aufgrund eines Gerüchtes der Insel verwiesen.
1570 fiel die Insel an die Osmanen, im Folgejahr fiel nach einer langen Belagerung als letzte Festung Famagusta. Die wirtschaftliche Bedeutung der Insel darf zwar nicht unterschätzt werden, doch war der Schaden für den Fernhandel wohl viel größer, denn es wurde immer schwieriger, die langen Handelsfahrten in die Levante zu schützen und zu versorgen.